# Фабри де Пейреск, Никола-Клод
Никола́-Клод Фабри́ де Пейре́ск (фр. Nicolas-Claude Fabri de Peiresc, 1 декабря 1580 — 24 июня 1637) — французский гуманист и учёный-полимат, поддерживавший обширную переписку с крупнейшими учёными своего времени. Получил образование у иезуитов, в университетах Падуи и Монпелье, доктор гражданского и канонического права (1604). По наследственным феодальным правам унаследовал пост советника парламента Прованса, сопровождал его главу Дю Вэра в Париж (в 1605—1606 и 1616—1623). С 1618 года — коммендатарный аббат монастыря Нотр-Дам де Гитре (в Жиронде), в 1624 году принял сан священника. С 1623 года, после кончины отца заняв его место в парламенте Прованса, практически безвыездно жил в Эксе, занимаясь научной деятельностью и исполняя поручения короля Людовика XIII, в том числе разведывательные; обосновывал права Французского королевства на Оранж. Вмешательство Пейреска в процесс Галилея способствовало смягчению приговора.
Исследовательские интересы Пейреска колебались между широким спектром исторических дисциплин и коллекционированием, а также астрономией, в частности селенографией и описанием спутников Юпитера; первым наблюдал туманность Ориона (1610); определил протяжённость Средиземного моря по долготе (1637). Его исторические исследования были посвящены римским, византийским и древнеегипетским древностям. Также им был описан ряд растений и животных, включая вымершую к настоящему времени нубийскую газель. Несмотря на огромную научную продуктивность, Фабри де Пейреск так и не опубликовал ни одного учёного труда, хотя множество завершённых трактатов осталось в его архиве, общий объём которого превышает 70 000 рукописных страниц. Его первую биографию опубликовал Гассенди (1641), и она определила последующее восприятие учёного потомками. После кончины Пейреск надолго оказался забыт, и только с конца XIX века начался пересмотр его роли в подготовке научной революции и формировании современного научного сообщества. В 1888—1898 годах был издан корпус его переписки в семи томах (3200 писем). Основные исследовательские публикации последовали только после 1950 года, продолжается печатание материалов его архива.

## Биография

### Становление
Семейство Фабри имело дворянское достоинство и было довольно состоятельным. Род происходил из Пизы, шесть поколений его представителей последовательно участвовали в крестовых походах и даже обосновались в Иерусалимском королевстве. В Прованс переселился в 1254 году глава третьего поколения — Юг де Фабри, входивший в свиту Людовика Святого и женившийся на местной уроженке. Карл I Анжуйский назначил его сына Жана губернатором Йера. Сын Жана де Фабри был магистратом в Марселе, построил там странноприимный дом для пилигримов в Святую Землю и даже участвовал в Тунисском походе Людовика Святого.
Отец будущего учёного — Рейно-Фабри — именовался сеньор де Кала́, барон де Рьян (фр. sieur de Calаs, baron de Rians). Никола-Клод Фабри родился около семи часов вечера 1 декабря 1580 года в Бельжантье в Провансе, куда его отец, советник вспомогательного суда, и мать, Маргарита де Бомпар, наследница Пейреска и Валавэ, бежали из Экс-ан-Прованса, спасаясь от чумы. Бельжантье, где у них было поместье, располагался в 23 километрах от Тулона. Мать Никола умерла, когда ему не исполнилось и двух лет, воспитывали его отец и дядя. Сеньор де Кала-старший вступил в повторный брак только через 14 лет, а дядя-сенатор соблюдал целибат; возможно, отсутствие женщин в его детском окружении привело к тому, что Пейреск никогда не вступал в брак, а также очень рано пристрастился к чтению и книжным премудростям. Последнему способствовали и его физические данные: Никола-Клод был малого роста и тщедушного сложения и никогда не отличался крепким здоровьем. Судя по собственным суждениям в переписке и биографии Гассенди, целомудрие Пейреск считал лучшим доказательством силы духа и постоянства. Тем не менее, его спальню украшала живописная копия «Вазы Барберини» с женским изображением, которое аббат отождествлял с Брисеидой.
В десятилетнем возрасте Никола-Клода определили в иезуитский коллеж в Авиньоне, далее он учился в коллежах Сент-Максимина и Бриньоля, а в 1595 году по воле родни вернулся в Экс-ан-Прованс; затем его отдали в коллегиум иезуитов в Турноне, где он в течение года изучал право и впервые обрёл вкус к исследованию древностей, пристрастился к коллекционированию монет и камей. В 1599 году, вместе с младшим братом Пеламедом де Валавэ (двумя годами его моложе), Никола-Клод был отправлен в Падуанский университет, совершив путешествие через Флоренцию, Болонью, Феррару и Венецию. Учился он и у Галилея. Продолжая юридическое образование, молодой сеньор Фабри всё более и более погружался в историю и естественную философию, был принят в состав римской литературной Академии дельи умористи, хотя иногда ошибочно упоминается, что его приняли в Академию рысеглазых, специально основанную для координации естественнонаучных исследований в Италии. Далее братья посетили Рим и Неаполь, а на обратном пути во Францию Никола-Клод побывал в Вероне и Милане и через Женеву и Лион прибыл в Монпелье, в университете которого совершенствовался в праве под руководством Пациуса — последнего крупного юриста XVI века. 18 января 1604 года Никола-Клод Фабри был удостоен степени доктора права и унаследовал от дяди звание советника парламента, впрочем, фактически вступив в должность только в 1607 году. В 1604 году он также унаследовал деревню Пейреск и стал именоваться по этому своему имению: в письмах Клузиусу от 25 января и 15 марта 1604 года он впервые назвал себя Peirets, что впоследствии превратилось в Peiresc. Тогда же его отец решил устроить брак новоявленного доктора с дочерью президента счётной палаты Прованса, но сеньор де Пейреск решил, что членство в парламенте и учёные занятия несовместимы с семейной жизнью.
В Эксе Пейреск установил тесные отношения с виднейшими горожанами: главой местного парламента Гийомом Дю Вэром, поэтом Франсуа де Малербом, юристами Сципионом Дюперье и Шарлем Фабро. Отношения с Дю Вэром переросли в дружбу и, когда тот получил назначение в Париж, Пейреск поехал с ним. Оттуда, сопровождая французского посла, он отправился в Англию, где был принят королём Яковом I. Посетив Оксфорд, Антверпен и Брюссель, Пейреск успел вернуться в Париж на церемонию крещения дофина, состоявшуюся 24 августа 1606 года. В 1607 году он унаследовал баронство Рьян (позднее получившее статус герцогства); 1 июля он также вступил в должность советника парламента. В этот период он уже установил обширные связи, вёл значительную переписку, а его дом «стал то ли караван-сараем, то ли музеем». Здоровье Пейреска постепенно ухудшалось, но в 1612 году он смог совершить поездку в Париж, а в 1616 году вновь сопровождал Дю Вэра в столицу. Пробыв там более семи лет, он лично познакомился с Рубенсом, братьями Пьером и Жаком Дюпюи, а также Гассенди.

### Аббат и советник Парламента Прованса
После кончины предыдущего коммендатарного аббата Гитре — Анри де Талейрана де Гриньоля — король Людовик XIII (не без содействия Дю Вэра) отдал эту должность 38-летнему Пейреску, сохранив за ним звание советника парламента. Гассенди датировал это пожалование осенью 1618 года, и это подтверждается одним из писем Пейреска от 23 октября этого года. Папа Павел V утвердил назначение 5 января 1619 года, в документах Пейреск именовался «клириком, доктором гражданского и канонического права». Прочими феодальными владениями и хозяйством много лет управлял поверенный Жан Боммар, его брат-священник занимался делами обители. Монастырь был в полном упадке после религиозных войн: навестивший обитель в 1609 году кардинал де Сурди обнаружил там лишь викария и двух монахов; мессу служили всего четыре раза в год на великие праздники, поскольку викарий был ещё приходским священником в Баясе. Ко времени назначения Пейреска в монастыре осталось два человека, один из которых даже не был рукоположен. Духовный сан Пейреск принял в 1624 году. Восстановлением своего аббатства Пейреск занимался до конца жизни. Вступив в права аббата, он начал реформу монастыря — необходимо было выбрать устав. Первоначальным желанием нового аббата было принять устав капуцинов, однако в силу слабого здоровья Пейреск был вынужден отказаться от этой идеи. В результате он остановился на уставе бенедиктинцев, что стало одной из причин многолетнего конфликта с кардиналом Сурди.
В октябре 1623 года, после кончины отца, Пейреску пришлось вернуться в Экс, заняв его место в парламенте Прованса. В провинции он продолжал свои учёные занятия, активно покровительствовал местным деятелям искусств. Интеллектуальным центром Экса стал его дворец Кайяс на улице Трезорери, в котором его владелец собирал библиотеку, все книги в которой были переплетены в красный сафьян, и коллекцию произведений искусства. Там были произведения С. Вуэ, К. Меллана, Адриена де Фриза и других. На лето Пейреск переезжал в Бельжантье, где занимался сельским хозяйством. В этом имении останавливались многочисленные гости, например, ещё в 1620 году его отец принимал здесь кардинала-легата Франческо Барберини — племянника Папы Урбана VIII; с обоими у Пейреска были достаточно доверительные отношения. Пейреск передал кардиналу «королевский» (по выражению А. Мерлена) дар — Диптих Барберини. С 1627 года в связи с резким ухудшением франко-испанских отношений Пейреск стал составлять отчёты о посещении Марселя испанскими эскадрами (в том числе из Португальского и Неаполитанского королевств). После начала открытого конфликта в 1635 году Пейреску пришлось заниматься сугубо военными вопросами, собирая при помощи своих корреспондентов в Голландии информацию о передвижении флотов. Размеренную жизнь Пейреска прерывали и разного рода неприятности: в 1628 году в глубокую меланхолию его повергли вести о кончине Малерба. В 1629 году Прованс был поражён чумой и Фабри пришлось бежать из города в Бельжантье, пребывание там затянулось на три года; после возобновления борьбы католиков и протестантов в 1631 году его дом был разгромлен толпой (погибло не менее 300 медалей из его коллекции), что резко ухудшило здоровье Пейреска, которое никогда не отличалось крепостью. Последние шесть лет жизни он почти непрерывно хворал (по-видимому, туберкулёзом), что не сказывалось, однако, на интенсивности его занятий и переписки. В 1634 году в его доме гостил приглашённый во Францию Томмазо Кампанелла, с которым Пейреск спорил о методах познания; после этого Кампанелла утверждал, что узнал об анатомии растений у Пейреска больше, «чем из всех книг, существующих в мире». Несколько лет в доме Пейреска прожил Гассенди. Остался анекдот, свидетельствующий о неуёмной жажде познания Пейреска: накануне кончины он настаивал, чтобы Гассенди не оставался с ним, а шёл делать астрономические наблюдения и непременно сообщил о результатах. 24 июня 1637 года Никола-Клод де Пейреск скончался в возрасте пятидесяти шести с половиной лет.

### Личность. Мировоззрение
Внешность и нрав Пейреска, описанные современниками, были своеобразными: отличаясь учтивостью, он был властен и подавлял всех домашних своим авторитетом, но при этом, служа ежедневно мессу, привлекал присутствующих своим религиозным пылом, а читая проповеди, был свободен в выборе выражений и даже шутил. Спал он очень мало, был воздержан в пище, из мяса предпочитая варёную баранину, а в конце жизни довольствовался только овощами; вина не пил, обходясь ключевой водой. Он мало обращал внимание на внешность, и волосы у него всегда свисали спутанными прядями. Контрастом был идеальный порядок в книгах и записях. Все его гости отмечали метод переписки; каждое сообщение заносилось в реестр. Пейреск увлекался садоводством, его сад был третьим по величине в тогдашней Франции. Согласно Гассенди, там произрастали 20 разновидностей цитронов, несколько дюжин сортов апельсинов и лимонов и 60 сортов яблонь. Кроме того, сеньор Фабри занимался коммерческим виноделием и даже пытался выводить новые сорта олив. Также он был известен как любитель кошек, вплоть до того, что котят редких пород был готов обменивать на древности.
В соответствии с духом времени, Пейреск интересовался разнообразными диковинами и уродствами. В биографии Гассенди зафиксирован его живейший интерес к случаю из Ливорно, где у некоего горожанина якобы из головы рос коралл. Там же описана женщина из Неаполя, которая впала в транс и стояла как статуя 20 лет, после того как приняла причастие из рук папы Григория XIII, и француженка, у которой беременность якобы продолжалась 23 месяца. Запросы на подобного рода информацию часты в переписке Пейреска, в том числе с духовными лицами высокого звания — епископами и архиепископами.
Как член парламента Прованса, Пейреск участвовал в наделавшем много шума процессе 1611 года над бенедиктинцем Луи Гофриди, обвинённым в насылании чар на монахинь Экса. Обвинительный приговор, вынесенный Дю Вэром (Гофриди был приговорён к сожжению), Пейреск описал в одном из писем, однако больше не сохранилось прямых свидетельств по поводу того, как он относился к ведовству и прочим потусторонним феноменам, вера в которые была распространена в его эпоху. Тем не менее, в его архиве сохранились протоколы дел о ведовстве во Фландрии (1612), Тулузе (1614) и Лудене (Дело об одержимости в Лудене (1634)). В одном из писем к Дюпюи от 1632 года аббат описал случай, когда злой дух умертвил женщину близ Экс-ан-Прованса и преследовал викария и одного из его сыновей. Тон, которым написано это письмо, не отличается от обычного для него описания вулканического извержения или астрономических наблюдений. В 1635 году, в ответе на послание Мерсенна, аббат Пейреск описывал, что участвовал в освидетельствовании женщины, обвинённой в ведовстве, и наблюдал у неё «метку», такую же, как у Л. Гофриди; размером она была «почти с чечевичный боб». Пейреск верил в феномен вещих снов и астрологические предсказания и даже предсказывал смерть Генриха IV (и — по Гассенди — свою собственную), но при этом объяснял комету 1618 года естественными причинами. Вещими снами он пытался пользоваться, когда дешифровывал изображения на древних монетах и камеях. При этом алхимические теории о трансмутации золота Пейреск именовал «самыми смехотворными, какие только можно вообразить». В общем, П. Миллер считал, что подобного рода взгляды не противоречили рациональному складу ума Пейреска и его научным занятиям, приводя в пример Фрэнсиса Бэкона, в доктрине которого чудеса и всякого рода ненормальности необходимы для прочувствования и познания нормы.

### Религиозность Пейреска
Питер Миллер замечал, что обсуждение религиозности аббата Пейреска означает, прежде всего, его понимание религии и того, что она для него значила. Это нелегко сделать, ибо он оставил крайне мало свидетельств о своих теологических взглядах. Как священник он ежедневно служил мессу, его племянник вступил в монастырь Сен-Франсуа в Эксе, для которого Пейреск заказал алтарный образ Рубенсу. В 1627 году он был так впечатлён трактатом Гроция «О правде Христианской Религии», что отправил печатные экземпляры в Рим Барберини и в Тунис знакомому ренегату (французу, обращённому в ислам). Несмотря на то, что трактат был протестантским, Пейреск полагал, что он может служить для пропаганды надконфессиональной естественной теологии. Такая теология основана на простом постулате — вера в Бога первична, причём почитание Его как чистого духа неотделимо от собственной чистоты мысли и духа верующего. Иными словами, Гроций решительно отделил апологетику от догматики. Гроций писал Исааку Воссу, что не имеет смысла проповедовать Откровение атеистам, язычникам, евреям и мусульманам, поскольку этого недостаточно для них. Этот трактат широко разошёлся в кругу знакомых Пейреска.
Гассенди в своей биографии попытался представить Пейреска как рафинированного рационального метафизика («стерильного», по определению П. Миллера). Для него была очевидна пропасть между суждениями Отцов Церкви и реальной религиозной практикой, начиная от анафемы, возглашённой на Арелатском соборе 314 года. Пейреск также был знаком с трактатом Ф. Бэкона о религии, который был издан в итальянском переводе во Флоренции в 1619 году. Бэкон, рассуждая о роли религии в манипуляции человеческим разумом, отстаивал тезис, что для мыслящего философа, стремящегося реализовать свои природные начала, предпочтительнее атеизм. Естественно, что аббату были ближе рассуждения Гроция, который, утверждая естественное право человека верить во что угодно (или ни во что не верить), обосновывал превосходство христианства. Гроциево христианство, впрочем, было мало отличимо от неостоицизма. Гассенди писал, что его учитель полагал, что для общественного блага будет лучше, если светские законы не будут подчинены религиозным догматам, заметив при этом, что мудрый человек тем и отличается от простеца, что последний законы своей страны принимает за естественные законы мироздания. Эта мысль явно выражалась в «О праве войны и мира» Гроция. По выражению П. Миллера, «иммунитет» Пейреска как от католического, так и кальвинистского обскурантизма позволял ему работать над разными версиями Писания (арабского, коптского и самаритянского), не считая разницу в текстуальных версиях опасной, и это в эпоху, когда Конгрегация пропаганды веры, чтобы не использовать арабских рукописей, обратно перевела латинскую Вульгату на арабский язык.
В бумагах Пейреска осталась молитва следующего содержания:

Я прошу, Господь мой, Твоей божественной помощи, дабы избегнуть всякого греха, ныне и присно; дабы избавиться от привычных пороков; дабы направить действия мои и умственные усилия для славы Твоей и вести себя добродетельно, дабы ни день сей, ни вся жизнь моя не проходили без добрых дел, лишь бы только Ты не лишал меня благодати Твоей.
Оригинальный текст (лат.)Propono Domine cum divino tuo auxilio, hodie et deinceps peccata omnia vitare; consueta vitia, ea maxime ad quae propensior sum, deponere: actiones & studia mea ad tuam gloriam referre, denique in virtutibus me exercere, ne dies hic, & vita mea sine bono opere transeat, Tu tantum non desis mihi gratia tua.

## Пейреск и «Республика учёных»

### Научная коммуникация XVII века и Пейреск
По мнению П. Миллера, деятельность Пейреска может считаться «парадигматической» для функционирования сложного института, именуемого «Республикой учёных». Миллер связывал происхождение этой системы коммуникации ещё с эпохой Позднего Средневековья и ставил Пейреска в один ряд с Эразмом и Юстом Липсием, имевшими практически необозримые связи по переписке. Говоря о месте Пейреска в этом сообществе, мыслитель Пьер Бейль в конце XVII века называл его «князем» и «генеральным прокурором» Республики. Слава Пейреска была целиком основана на его переписке практически со всеми выдающимися интеллектуалами его времени. Однако, в отличие от своих предшественников, помимо латыни Пейреск переписывался на живых языках, преимущественно — на французском и итальянском. Даже англичанину У. Кэмдену, предпочитавшему латынь, Пейреск писал по-французски. По собственным признаниям, кроме французского, латинского и итальянского языков, аббат в какой-то степени владел английским и немецким. Стиль его писем примечателен: с малознакомыми людьми или с теми, с кем он только начинал знакомиться, аббат мог быть изысканно вежливым, он хорошо разбирался в тончайших нюансах дружеских обращений, деловых обязательств или деловых подарков. С хорошо знакомыми ему корреспондентами он был менее формальным, использовал модные тогда жаргонизмы, провансальские слова и прочее. Ф. Бродель в 1950-е годы обратил внимание на то, что коммерческая переписка марсельских купцов рубежа XVI—XVII веков очень напоминала переписку Пейреска, в том числе по поставленным задачам и решаемым проблемам. Также их роднит крайне ослабленный личностный фактор: частные или местные новости всегда на периферии главного обсуждаемого вопроса. В известной степени сходны формы вежливости или фамильярности. Ещё более поразительной для Броделя казалась сосредоточенность Пейреска на коммерческих вопросах, поскольку средства были постоянно нужны для приобретения потребных материалов или коллекций, оплаты доставки, печатания трудов, обосновывающих научный приоритет, и т. д. Питер Миллер назвал его письма «merchant letters».
Очевидно, Пейреск легко завязывал дружеские отношения, особенно во время путешествий в Нидерланды, Англию и Италию. Тем не менее, основных центров притяжения, где проживали большинство его корреспондентов, всего три — Париж, Рим, Прованс. В папской столице наиболее близкие отношения связывали его с семейством Барберини и его ближниками, так что Пейреск даже именовал себя членом этого семейства. Постоянными римскими корреспондентами провансальского аббата были Дж. Б. делла Порта, Кассиано даль Поццо. В Париже круг друзей Пейреска сосредотачивался в Кабинете братьев Дюпюи. Через Дюпюи поддерживалась связь с католическими и протестантскими частями Нидерландов и Англией, П. П. Рубенсом, Ф. Бэконом, У. Кэмденом. Большинство личных контактов поддерживалось в Провансе, через который проезжали множество корреспондентов Пейреска. Через марсельских купцов Пейреск расширил сеть своих корреспондентов вплоть до Восточного Средиземноморья: Египта, Ливана, Сирии и Турции. Связь с Парижем резко облегчилась после 1624 года, когда Альфонс дю Плесси де Ришельё — брат кардинала — наладил регулярное почтовое сообщение с Лионом, после чего столичные новости стали достигать Прованса с опозданием всего на неделю. С 23 мая 1624 года аббат Пейреск стал помечать свои послания в Париж «отправлено почтой».
В Парижской национальной библиотеке П. Миллер обнаружил сохранившийся журнал исходящей корреспонденции (MS. Nouvelles acquisitions français 5169), который вёл аббат. Он охватывает 1623—1632 годы, то есть годы между возвращением из Парижа и вторичным возвращением в Экс после чумной эпидемии. В журнале отмечены 1066 почтовых отправлений, в том числе местных в Прованс 384 и в Париж 382. Иными словами, для Пейреска местные связи значили, по крайней мере, не меньше, чем столичные. В последнее десятилетие жизни Пейреска, переписка в ещё большей степени была обращена к местным интеллектуальным кругам. По значению для исследования «Республики учёных» Питер Миллер сравнивал переписку Пейреска, особенно неопубликованную, с Каирской генизой. Пейреск сам формировал архив, составляя письма в алфавитном порядке, но в соответствии с персоной, которая была главным предметом письма. Агнес Брессон называла это «методом антуража». Например, средиземноморская переписка Пейреска 1634—1637 годов включает 597 писем, адресованных 148 получателям, в том числе 21 послание французскому послу в Константинополе де Маршевилю и 28 писем французскому ренегату в Тунисе Тома д’Аркосу. При этом 225 писем формально были отправлены в Тулон, но не их адресатам, а для пересылки далее. 57 писем адресовалось марсельскому купцу Жану-Батисту Маги и 25 — его брату Жану в Каир. Отцу Теофилу Минути из миссии в Алеппо, с которым Пейреск согласовывал наблюдения затмений, было отправлено 51 письмо. Через этого же монаха-минима Мерсенн получал информацию об арабской музыке и музыкальных инструментах. Много писем получали миссионеры-капуцины, особенно Жиль де Лош, с которым Пейреск познакомился в 1633 году, после его возвращения из Каира. Ему адресовано 43 послания. Больше всего писем аббат отправлял торговцам, их почти в три раза больше, чем миссионерам — следующей большой группе корреспондентов. Примечательно, что когда Пейреск спасался от чумы в 1628—1630 годах, поток его писем существенно увеличился. По подсчётам Дж. Толберт, Пейреск более или менее постоянно поддерживал контакт примерно с 500 корреспондентов, в среднем диктуя или набрасывая 10 писем в день.
«Республика учёных» была не только кругом интеллектуалов, знакомых по переписке, это была и коллективная лаборатория по выработке и проверке нового знания; это знание было неотделимо от повседневности и проводилось его носителями в жизнь. Организационными формами этого сообщества, по П. Миллеру, были итальянские академии XV—XVI веков, салоны и индивидуальные кабинеты учёных XVII века и, наконец, научные и политические общества XVIII столетия. Общественная активность была приоритетной для членов сообществ и основывалась на ряде ключевых текстов, которые переиздавались, комментировались и переводились. Пейреск застал начало «революции стиля» 1620-х годов в парижских салонах, которая привела к замыканию интеллектуалов в кругу педантов, так как тяжеловесная напыщенность и латинский язык были оттеснены на периферию светской жизни эпохи. После начала публикации «Опытов» Монтеня современники осознали угрозу печатного воспроизведения дружеских посланий: социально окрашенное выражение личных отношений оттеснялось на второй план изысканностью стиля и затейливостью оборотов. Главными интеллектуальными центрами Парижа эпохи Людовика XIII стали Кабинет Дюпюи и Отель Рамбуйе. В Кабинете Дюпюи (сугубо мужском консервативном сообществе) Пейреск состоял во время пребывания в Париже и после отъезда на малую родину в 1623 году остался членом-корреспондентом. Этому сообществу противостоял первый салон мадам де Рамбуйе, открывшийся после 1620 года. Его стиль, социальный состав и цели, по П. Миллеру, отлично иллюстрируются картиной Рубенса «Сад любви».
В среде гуманистов со времён Петрарки возобладала идея узкого круга друзей-единомышленников, основанного на стоическом идеале Сенеки. Основной формой коммуникации в этом сообществе было личное общение; но оно могло осуществляться и в кругу тех, кто в соответствующих сообществах не состоял. Естественно, что подобный идеал интеллектуального сообщества был возможен только в среде аристократии, о чём прямо писал Гассенди, описывая круг общения Пейреска. Друг Пейреска — итальянский антиквар Джироламо Алеандро — рассуждал «о методах, посредством которых придворные мудрецы и книжники смогут утвердить себя и не поддаться соблазнам двора». Поэтому в среде Республики учёных распространился неостоицизм, поскольку стоический самоконтроль и самопознание представлялись лучшей школой социализации. Модель такого рода на практике разработал Юст Липсий. Алеандро сравнивал позицию придворного интеллектуала с борьбой Одиссея с магией Цирцеи: человек, не имеющий навыков самопознания, неизбежно вернётся к животному состоянию. Самопознание и познание окружающего мира являются одним процессом и ведут к истинной свободе, поскольку позволяют освободиться от страстей и желаний. Истинный мудрец, прежде всего, воспитывает и управляет сам себя. Подобные взгляды выражал в своём трактате «Об искусстве историка» Агостино Маскарди; этот труд вызвал восторженный отзыв Пейреска в письме от 7 марта 1637 года.
Последнее сохранившееся письмо Пейреска датировано 22 мая 1637 года (за месяц и 2 дня до кончины), и адресовано Гуго Гроцию. Примечательно, что аббат желал прочитать готовящееся к выпуску «Рассуждение о методе» Картезия Галльского — это первое и единственное упоминание Декарта в бумагах Пейреска. В действительности книга вышла из печати 8 июня, но в Париже её экземпляр был получен Мерсенном только 5 января следующего года. По П. Миллеру, совпадение издания «Метода» (в котором отвергается история и постулируется точное знание, основанное на себе самом) и кончины Пейреска маркируют принципиальные изменения формы научного познания.

### Патронат и клиентела в учёном сообществе
Аббат Пейреск не только осуществлял связь и информационный обмен между практически всеми интеллектуалами Европы, но и активно занимался материальной поддержкой учёных и людей искусства. Лиза Сарасон отмечала, что Пейреск выступал в качестве патрона, в числе клиентов которого были Гуго Гроций, Томмазо Кампанелла, Габриэль Ноде, Мерсенн, Галилей и Гассенди. Гассенди в своей биографии отмечал, что Пейреск, с одной стороны, был отличным учёным с неутолимой жаждой познания, а другой — великим покровителем наук и свободных искусств, «чья щедрость не уступала королевской и княжеской»; и добавлял, что «он родился, скорее, для того, чтобы давать, нежели получать, и никогда не имел большего удовольствия ни в чём, кроме как в проявленной благосклонности и считал день потерянным, если не удавалось проявить милости». Будучи патроном, Пейреск ожидал от клиентов ответных услуг; кроме того, его щедрость подтверждала его формальный статус (феодального сеньора и служителя церкви и члена Прованского парламента) и неформальный — «генерал-прокурора Республики учёных». В свою очередь, факт покровительства Пейреска резко повышал статус и авторитет работ учёных и художников, которые получали его поддержку. Л. Сарасон именовала его «брокером в патронажных сетях Франции раннего Нового времени». В свою очередь, клиенты Пейреска создавали собственные клиентельные цепочки. В этом отношении Пейреск представлял ренессансную традицию XVI века, когда покровительство сильных мира сего миру искусства было обязанностью и признаком статуса.
Клиентела могла охватывать людей разных национальностей, религии и социального статуса. Несомненно, эту модель Пейреск усвоил во время итальянского путешествия, когда смог познакомиться с выдающимися гуманистами предшествующего поколения; главным его наставником стал Джан Винченцо Пинелли, который увидел в 18-летнем французе своего преемника и светоча (по выражению Гассенди). Пинелли приохотил Никола-Клода Фабри к коллекционированию и собиранию книг и свёл его со всеми мало-мальски известными деятелями Флоренции и Рима. Часть коллекции Пинелли также перешла в собственность Пейреска. Л. Сарасон отмечала, что подобные отношения в XVII веке интерпретировались в отношении отцовства — сыновства, и это не было риторической фигурой. При этом возраст и состояние здоровья Пинелли исключали любые иные требования к Пейреску, хотя в завязывании отношений свою роль играло его происхождение. Щедрость Пинелли по отношению к духовному сыну свидетельствовало не только о великодушии, но и о благородстве в аристотелевом смысле; эта модель была полностью усвоена и реализована Пейреском на практике. После смерти Пинелли в 1601 году его собственные друзья и клиенты признали Пейреска наследником покойного патрона. После возвращения во Францию Пейреск сохранил отношения со многими из них. В свою очередь, на родине Пейреск сделался клиентом Гийома Дю Вэра, который помог ему реализоваться в Париже и осуществлять желанную интеллектуальную деятельность. После опалы Дю Вэра Пейреск унаследовал его связи, в том числе политические, именно поэтому аббат стал посредником между королевой Марией Медичи и Рубенсом, которому должны были дать заказ государственного значения — картины для Галереи Марии Медичи. Аналогичным образом, он смог назначить королевскую пенсию Гуго Гроцию, действуя через братьев Дюпюи. Следует также иметь в виду, что в феодальной по своей природе социальной системе XVII века отсутствовала чёткая граница между частными и государственными интересами. Соответственно, система патронажа — клиентелы была своего рода социальным лифтом, позволяющим повысить собственный статус обеих сторон. Естественно, что кончина патрона была катастрофой для клиентов, отсюда — стремление к наследственному характеру этих отношений, который мог выстраиваться по кровной или по духовной линии.
Наиболее прочные общественные связи Пейреска как клиента осуществлялись по церковной линии. Связь с французским двором осуществлялась через кардинала Ришельё, чей брат Альфонс-Луи был епископом Экс-ан-Прованса. В Ватикане Пейреск был представлен через семейство Барберини, к которому относился Папа Римский Урбан VIII. Папа Римский поручил аббату принять бывшего личного астролога понтифика Томмазо Кампанеллу, который в 1634 году был выслан во Францию. Он прибыл в составе свиты графа Франсуа де Ноая, который останавливался в доме Пейреска перед отъездом в Италию. Кампанеллу разместили в доме аббата, он получил доступ ко всем коллекциям. Далее Пейреск отправил его в Париж с другой оказией, вручив на дорогу 500 экю. Опальный монах, проведший 30 лет в тюрьмах инквизиции, сделался клиентом Пейреска, а его благодарственную литанию воспроизвёл Гассенди в биографии своего учителя. Пейреск был требовательным патроном: его клиенты были обязаны поддерживать между собой корректные отношения и не выказывать взглядов, которые бы могли вызвать у аббата неудовольствие. Критику Мерсенна в отношении Кампанеллы (итальянцу заказали натальный гороскоп новорождённого Людовика XIV) аббат расценил как предательство, грозящее самому Пейреску неуважением. Вообще, свойством натуры сеньора Фабри де Пейреска была навязчивая боязнь неблагодарности. Процесс Галилея, в котором участвовал Пейреск, показывал и границы возможностей связей по линии «патрон — клиент». Галилей, будучи клиентом самого Папы Римского, был обречён, и второстепенный патрон, такой как Пейреск, сам сильно рисковал, вступаясь за него. В то же время существование Республики учёных — самостоятельного интеллектуального сообщества — давало Пейреску некоторые возможности, на что намекает его предупреждение кардиналу Барберини, что папство рискует прослыть преследователем нового Сократа.
По Л. Сарасон, клиентельная модель Пейреска к 1630-м годам оказалась в ситуации глубокого кризиса из-за резкого изменения социальных и политических реалий. Академия Мерсенна, оставаясь по природе клиентельной, давала модель новых (горизонтальных) отношений в интеллектуальной среде, а феодальный патронат доживал свои последние дни из-за последовательной политики абсолютизации королевской власти. Отношения Урбана VIII и Кампанеллы также демонстрировали, что чрезмерно вольнодумные клиенты представляли слишком большой риск для патрона. Новые отношения косвенно отразились и в написании Гассенди посмертной биографии Пейреска: автор понимал — и отразил в предисловии, — что жизнеописание провинциального дворянина и аббата необычно и требует оправданий. Таковыми выступали не только репутация Пейреска — гуманиста, мецената и любимца Муз, но и желание губернатора Прованса Луи Ангулемского — внука короля Карла IX.

## Пейреск — учёный-антиквар

### Антикварное знание XVII века
В своей Сатеровской лекции 1963 года в Беркли А. Момильяно обозначил Пейреска как «архетипа всех антикваров». Практически все современники и исследователи XIX—XX веков выносили в деятельности Пейреска антиквариат на первое место. Этот термин менял содержание с течением веков: в Античности «антиквариями» называли редакторов древних текстов, ответственных за их передачу; этот смысловой оттенок сохранился в современном именовании антикваров-букинистов. Уже во второй половине XVII века возникла потребность в чёткой дефиниции деятельности антикваров, и крупнейший ценитель древностей в Лионе того времени — врач Жакоб Спон, стремился найти подходящий неологизм. Себя он обозначал и как археолога и как археографа. Своё дело он обозначал как науку, посредством которой древние передают потомкам сведения о своей религии, мудрости, истории и политике. Предмет учёного-антиквара включал восемь разделов: нумизматика, эпиграфика, архитектура, иконография (включая круглую скульптуру), глиптика, торевматография (изучение рельефов), библиография, и «ангейография». Последнее означало поле, не поддающееся классификации: изучение сюжетов на древних расписных вазах, мер и весов, бытовой и хозяйственной утвари, игр, одежды и множества других предметов. Образцом во всех перечисленных разделах для Спона был Пейреск.
По П. Миллеру отличие историков XVI—XVII веков от антикваров заключалось в том, что историки, как правило, переписывали и компилировали древние письменные источники, тогда как антиквары сопоставляли тексты с материальными остатками древности и могли ставить и разрешать вопросы, недоступные с других точек зрения. Только после Гиббона и Винкельмана историки окончательно признали материальные остатки частью своего предмета и источниковой базы. Фактор эмпирического наблюдения также позволяет объяснить, почему антиквары со времени Ренессанса имели множество достижений не только в гуманитарных, но и естественнонаучных дисциплинах. Например, тот же Пейреск, заинтересовавшись технологией производства древних треножников, посещал парижских ювелиров и наблюдал за их работой, делая подробные записи. При этом Пейреск, несомненно, не мог оценивать свои астрономические работы как лежащие в поле антиквариата, однако с точки зрения познавательных методов параллелей там было значительно больше, чем различий. Роберт Гук, чей круг общения и интересы в известной степени напоминали Пейреска, для эмпирического познания природы использовал понятие англ. natural antiquary. Сам Пейреск для своих интеллектуальных занятий употреблял термин фр. rechercher — «изыскивать» (в юридическом смысле — «производить следствие»), но сам себя никогда не называл «исследователем» (фр. chercheur). Взамен он использовал сложный для перевода термин curieux, который одновременно обозначал человека интересующегося чем-либо и человека, собирающего те или иные предметы, коллекционера вообще. П. Миллер отмечал, что уникальным исследователем для своего времени Пейреска делала широта охвата участников его проектов: для затворника из Экс-ан-Прованса он сделал множество открытий, которые были бы немыслимы без кооперации с учёными, проживавшими во всём бассейне Средиземноморья.
Питер Миллер, вслед за Гассенди, выявил в наследии Пейреска четыре больших научных проекта, над которыми он работал большую часть жизни, но которые так и не были реализованы в законченном виде, например, книги. Три из них — антикварно-исторические и лишь один — из области точных наук (точнее, астрономии):
1. Исследование античной метрологии и установление точных значений древних мер и весов;
2. Исследование Хронографа 354 года;
3. Написание истории Прованса;
4. Написание «комментария» о лунах Юпитера.

Античные штудии Пейреска лежали в русле гуманистического антиковедения, заложенного Петраркой и Кириаком Анконским, в этом его можно сравнивать с великими современниками — Казобоном, Скалигером и Липсием (они не успели познакомиться — учёный скончался за месяц до визита Пейреска в Лувен).
О методе работы Пейреска с сетью его информаторов свидетельствует казус с рукописями Самаритянского Пятикнижия. Значение этой версии Пятикнижия для библейских и календарных исследований всецело осознал Жозеф Жюст Скалигер, описавший её в трактате Emendatione Temporum (1583) — исследовании по хронологии всемирной истории. В архиве Пейреска сохранилось письмо Скалигеру из Газы от самаритянского первосвященника Елеазара (француз в нём именуется «Сулларин-франк»), датировано оно 1590 годом. Это был ответ на запрос Скалигера о самаритянских обычаях и, в частности, календаре. Пейреск и Скалигер стали тесно общаться с 1600 года, когда будущий аббат заинтересовался востоковедением, а историк стремился достать восточные рукописи переводов Библии. После смерти Скалигера Пейреск продолжил его исследования и в переписке с Казобоном от 1606 года обсуждал значение для хронологии арабо-норманнских монет из Леванта; в 1617 году, находясь в Париже, он вернулся к вопросу о Самаритянском Пятикнижии и обсуждал его с Габриэлем Сионитой и Жозефом Лешассёром. Вернувшись в Прованс, Пейреск с 1623 года развернул широкую сеть корреспондентов во всём Средиземноморье, основываясь на связях в среде марсельских купцов. По выражению П. Миллера, эта сеть «подпитывала его интеллектуальную всеядность». Рукописи самаритянского Пятикнижия и таргума и письма Скалигера оказались в собрании Пейреска, рукописи он отправил в Париж Жану Морену, работавшему над проектом многоязычной Библии. В его собрании была также триглотта (самаритяно-арабско-еврейская рукопись 1226 года), приобретённая в Дамаске в 1629 году; её аббат завещал кардиналу Барберини, и она хранится ныне в Ватиканской библиотеке. С именем Пейреска связывают первое появление в Западной Европе апокрифической Книги Еноха, которую ему добыл Жиль де Лош в Эфиопии. Эфиопский язык был в числе прочих лингвистических интересов Пейреска, однако «Книгу» он прочитать так и не смог.

### Пейреск, история и политика

#### Нумизматика
Пейреск был одним из наиболее значительных коллекционеров и исследователей-нумизматов своего времени. Нумизматикой будущий сеньор Пейреск заинтересовался ещё в 1595 году, обнаружив в семейном особняке в Бельжантье золотой солид времён императора Аркадия. С этой наукой он познакомился в те же юношеские годы по трудам фламандца Хубрехта Гольциуса, полагавшего возможным реконструировать историю Римской империи по древним монетам. Позднее Пейреск установил дружеские отношения с последователем Гольциуса, своим земляком Раска де Багарри. Де Багарри, считающийся одним из основоположников научной нумизматики, указывал, что монеты менее подвержены фальсификации и потому надёжны как исторический источник. По подсчётам А. Шнапера (1989), в коллекции Пейреска находилось около 17 000 единиц хранения, что было едва ли не самым большим собранием своего времени. Крупнейшими аналогичными собраниями владели следующие лица: Франсуа де Раньшэн, канцлер Университета Монпелье — 15 000 монет и медалей, королева Кристина Шведская — 16 000, Шарль, герцог д’Арсхот — 17 000 единиц. Величайшей коллекцией владел Абрахам Горлеус — 29 000 единиц хранения. П. Миллер по материалам архива Пейреска предлагал такие числа: 2262 греческих и 3481 римских монет и 6330 восточных. Пейреск много лет активно занимался составлением каталога своего собрания, который существует во многих версиях; все они переплетены в 20 томиков, хранящихся в Карпантра. Основная серия его работ по нумизматике была переплетена в 1640 году в двух томах, но они попали в Гаагу, где хранятся в Музее Мермана-Вестрена. Основная часть записей касалась древнегреческих и римских монет, происходящих из Италии, и монет IX—X веков. Во время пребывания в Англии Пейреск заинтересовался англосаксонскими монетами из коллекции сэра Роберта Коттона.

#### Региональная история
Исторические труды Пейреска большей частью имеют местное значение; он сосредотачивался преимущественно на истории Прованса. Его «Краткое изложение истории Прованса» носит, скорее, характер традиционного описания политической истории. Его рукопись сохранилась, она охватывает период от Зрелого Средневековья до гражданских войн XVI века. По сути, это летопись политических и религиозных конфликтов; по П. Миллеру, намного интереснее комментарии Пейреска к религиозным войнам на территории Прованса. Заметно, что аббат стремился подробно описывать разнообразные предметы, древности и натуральные феномены. Прованс Пейреск понимал в смысле средневекового культурного пространства, границы которого маркировали Барселона, Тулуза, Монпелье и Генуя, истории этих городов Пейреск посвятил отдельные труды. Он даже просил кардинала Барберини во время миссии 1626 года поспособствовать получению рукописей из Барселоны. Пейреск также пытался набросать историю галлов от завоевания при Юлии Цезаре до конца IV века. Сложность получения исторических сведений побудила его связаться с аббатством Клюни, и в результате он чрезвычайно заинтересовался ранним средневековьем, особенно периодом 900—1100 годов. Изучение источников подтолкнуло Пейреска к исследованию языковых изменений этого времени, о чём он много рассуждал в письмах к самым разным корреспондентам.
Материалы по истории Прованса занимают в архиве Пейреска 10 томов — преимущественно, генеалогических изысканий, поскольку историю он понимал как историю владетельных родов, в том числе собственного. Информация здесь самая разнородная — выписки из церковных записей о рождении, крещении, венчании, нотариальные записи о смертях и наследованиях, даже выписки из королевских ордонансов и уголовных дел. Типичными также являются генеалогические древа, составленные самим Пейреском, а также зарисовки памятников и надписей на надгробиях. Особенный интерес вызывала у него Анжуйская династия, и он привлекал все виды источников, включая портреты правителей и монетный материал; Пейреску удалось собрать и задокументировать следы потомков Анжуйцев в Провансе. Гассенди утверждал, что этот интерес возник, когда 20-летний сеньор Фабри обозревал гробницы рода Анжу в Неаполе и отметил, что рядом покоятся представители провансальских семейств, обосновавшихся в Италии. В общем, основной массив документов, доступных Пейреску, не охватывал периода далее 400 лет от времени его собственной жизни.
В переписке Пейреска сохранилось множество свидетельств, как он узнавал о существовании тех или иных документов и старался их заполучить. Только между маем 1612 и октябрём 1613 года Пейреску доставили в Париж 133 различных документа, включая материалы из архива епископа Майенского и ордена госпитальеров. Ранее, в письме от 10 февраля 1611 года, перечислено 100 документов, направленных ему в Париж, и ещё 20 было доставлено 2 сентября. Множество этих документов касалось рода Порселетов; одним из наиболее примечательных являлась гравированная генеалогия, принадлежащая резцу Жака Калло. После возвращения в Прованс в 1623 году основным предметом исторических изысканий аббата Пейреска стали крестовые походы и участие в них местных владетельных родов. В известной степени эти изыскания повлияли на рост его интереса к истории провинциальных французских парламентов.

#### История парламентов
В интеллектуальном наследии Пейреска переход от истории к политике произошёл самым естественным образом, что выразилось, в том числе, в дружбе с Гуго Гроцием. В биографии Гассенди отмечено, что, не отрицая благотворности абсолютной монархии, Пейреск полагал лучшим мерилом успешности правления и процветания государства Salus populi. С Гроцием аббат познакомился в Париже после его бегства из заключения в Лёвенштейне, важные сведения об их отношениях можно извлечь из письма Барклаю мая 1621 года, в котором Пейреск восхвалял только что отпечатанную «Аргениду». Между прочим, он отметил, что и Гроцию понравились в романе не только стиль, но и высказанные идеи (далее он излагал историю бегства в сундуке из-под книг). Пейреск также сыграл большую роль в выходе в свет гроциевой «De jure belli ac pacis» («О праве войны и мира»). В Музее Арбо в Экс-ан-Провансе сохранилась рукопись Гроция, отправленная для ознакомления Пейреску. Общались они и на другие темы: Гроций прислал Пейреску список латинских слов с греческими корнями, а в 1628 году они обсуждали комментарий Гроция к Тациту, хотя увидел свет он только в 1640 году. В 1630-е годы Пейреск помогал Гроцию достать некоторые арабские книги и эфиопскую Книгу Еноха из Египта.
Членство в Парламенте Прованса и переписка с британскими интеллектуалами — Коттоном, Селденом, Кэмденом — вызвали у Пейреска интерес к истории парламентов и законодательства вообще. Библиотека Роберта Коттона надолго стала для Пейреска и его коллег почти неиссякаемым хранилищем сведений для самых разных интеллектуальных начинаний. Пейреска заинтересовали конфликты парламентов и королевской власти, а также ранняя история английского парламента. Чтобы прояснить средневековую терминологию, Пейреск переписывался с сэром Генри Спелманом, автором словарей средневековой латыни и англосаксонского языка. К своим штудиям он привлёк парижских филологов, включая Никола Риго и Жака де Массака. Из лингвистических и источниковых штудий Пейреска следовало, что британский парламент более всего соответствовал совету трёх сословий, собранному Людовиком IX в 1254 году при подготовке крестового похода; в отличие от Англии, во Франции парламенты всегда были инструментом королевской власти. В 1628 году король Людовик XIII поручил Пейреску составить историческое описание отношений Французского королевства и Оранжа для обоснования территориальных претензий. Сохранилась как авторская рукопись этой работы, так и беловая секретарская копия. Главным лейтмотивом труда было то, что статус Оранжа определялся вассалитетом Провансальскому графству, который был установлен при Карле VIII и никогда не оспаривался даже во времена Пейреска. В текст, когда это было возможно, были включены подлинные документы — политические и генеалогические. Изложение начиналось с конфликта Франции и Священной Римской империи 1520-х годов.
Рукописью (которой так никто и не воспользовался) участие Пейреска в политике закончилось. В 1629 году его английские друзья Коттон и Селден были брошены в Тауэр за попытку подать королю петицию о правах. 9 августа того же года Пейреску писал Рубенс, бывший тогда чрезвычайным послом Испании в Лондоне:

…Я бы очень желал, чтобы Селден ограничился созерцательной жизнью и не вмешивался в политический водоворот, бросивший его в тюрьму вместе с другими, также обвинёнными в оскорблении Короля во время заседаний последнего Парламента. Кроме того, здесь находятся Кавалер Коттон, великий любитель древностей, человек весьма замечательный благодаря разнообразию своих познаний, и секретарь Босуэлл; полагаю, Вы поддерживаете с ними письменные сношения, как, впрочем, со всеми выдающимися людьми на свете.

Данный инцидент, по-видимому, способствовал желанию Пейреска не связываться с делами высокой политики. В следующем году он писал Кассиано даль Поццо и семье Барберини, что желает «наслаждаться великим покоем, каким бы ни было состояние мира, и — как следствие — стремиться к высшему благу».

#### Хронограф 354 года
По Гассенди, одним из важнейших научных проектов, занимавших Пейреска до конца его жизни, было исследование Хронографа 354 года — в виде так называемого «Люксембургского кодекса». По-видимому, это была копия подлинной римской иллюминированной рукописи IV века, исполненная в Каролингскую эпоху. Рукопись эта принадлежала Кристофу д’Асонвилю из Арраса, после его смерти зять передал манускрипт Пейреску для изучения. Аббат признавал, что рукопись имеет другого владельца, но не возвращал её до самой своей кончины; далее она была утрачена. Подробное описание текста и иллюстраций рукописи содержится в письме Пейреска Джироламо Алеандро от 18 декабря 1620 года; в то время Алеандро находился в свите кардинала Маффео Барберини, который через три года был избран Папой Римским. Письмо сохранилось в Библиотеке Ватикана. Судя по описанию аббата, рукопись попала в его руки в повреждённом виде, некоторые листы (например, титульный лист астрологического раздела и изображения Юпитера и Венеры) явно отсутствовали, в календаре были утрачены тексты для марта — июня и изображения для апреля — июля. Из описания Пейреска следовало, что находившаяся в его распоряжении средневековая копия была целиком выполнена чёрными чернилами, лишь календарные рубрики (иды и праздники), а также астрологические обозначения домов Солнца были сделаны киноварью, что было обычной практикой именно для эпохи Каролингов. Хотя Пейреск жил ещё до оформления научной палеографии, он пришёл к выводу, что почерк и особенности орфографии свидетельствуют, что перед ним копия VIII или IX века с оригинала IV столетия; эта версия не пересматривалась последующими исследователями. Аббат озаботился снять точную копию со своей рукописи, которую отправил вместе с письмом Алеандро. Копия сохранилась до наших дней (Codex Vaticanus Barberini latinus 2154, сигла «R1»). Качество копии оказалось таким, что К. Норденфальк даже предположил, что в руках Пейреска была подлинная древнеримская рукопись.

### Рубенс и Пейреск
Питер Пауль Рубенс, будучи не только известным художником, но и политическим деятелем и интеллектуалом, в начале 1620-х годов начал переписку с братьями Фабри де Пейреском и Фабри де Валавэ. Никола де Пейреск восхищался точностью изображений сандалий римских солдат для серии шпалер о подвигах императора Константина. В переписке Рубенса имеются многостраничные пассажи о формах и способах применения античных треножников, изображениях на античной серебряной ложке и прочем. В связи со своим увлечением глиптикой, Пейреск заказывал Рубенсу делать расшифровку сюжетов миниатюрных античных изображений и воспроизводить их на холсте маслом. Иногда эти изображения были сомнительны с точки зрения тогдашней морали: так, в письме от 3 августа 1623 года Рубенс писал аббату, что взялся расшифровать камею с изображением божественной вульвы с крыльями бабочки. Были и более возвышенные сюжеты: когда Пейреск обнаружил в сокровищнице Сент-Шапель «Гемму Тиберия», поручив дешифровать её Рубенсу, в дальнейшем планировалось совместно исполнить иллюстрированный альбом гемм, что так и не осуществилось. Объединяли их интересы и другого рода: по чертежам Корнелиса Дреббеля и наставлениям Пейреска Рубенс изготовил некое устройство, которое называл «вечным двигателем», хотя судя по описаниям, прибор более напоминал термометр; неповреждённым он был доставлен Фабри де Валавэ — брату аббата. Рубенс был одним из подписчиков только что появившихся газет, в том числе «Рейнской газеты» и «Итальянских хроник», последние он решительно рекомендовал всем своим знакомым, а также пересылал Пейреску. О степени доверительности и методе работы Пейреска и Рубенса свидетельствует письмо аббата от 15 июля 1622 года:

…явился возчик и привёз мне… ящичек с моими свинцовыми отливками и восковой отливкой головы Демосфена. Я чрезвычайно благодарен Вам за эту прекраснейшую редкостную вещь, особенно для меня ценную, так как она даёт мне объяснение одной посредственной геммы из сердолика, привезённой мною из Рима, с изображением той же головы и с такой же причёской, не знакомой мне до сих пор. Я не сомневаюсь в том, что голова эта античная, однако, признаюсь, мне кажется несколько странным, что столь ценный памятник удалось вывезти из Рима, где его можно было бы продать за тысячу скудо. Мне хотелось бы знать… удовлетворяют ли Вас буквы надписи, где омикрон одного размера с остальными; такое вообще встречается, но в тoм веке редко. Я знавал старого болонского антиквара по имени Гуиллельмо Джозеппо де Вели, который удивительно разбирался в хороших вещах. Он сказал мне, что видел некоторые из античных гемм, позже опубликованных Фульвио Урсино, когда на них ещё не было никаких надписей, и что надписи были высечены на них уже потом. Сам Урсино велел высечь на некоторых из них надписи, какие ему вздумалось, и антиквар его за это очень стыдил. Всё это между нами.
В 1621 году, примирившись со своим сыном Людовиком XIII, королева-мать Мария Медичи приняла решение украсить свою резиденцию — Люксембургский дворец — картинной галереей на сюжет её собственной жизни. Для исполнения 24 картин был приглашён Рубенс, переговоры с художником начались в 1621 году, в ноябре согласие дал королевский интендант Ришельё, и 23 декабря Никола де Пейреск писал Рубенсу о его приглашении в Париж. Очное знакомство художника и аббата произошло в марте 1622 года, когда Рубенс прибыл в Париж осматривать место будущей галереи картин, а Пейреск ещё ранее проводил необходимые измерения. Именно аббат служил связным между художником и высочайшими заказчиками — королевой и министром Ришельё. Пейреск пытался помочь художнику получить аналогичный заказ на галерею короля Генриха IV. Существует предположение, что Рубенса хотели привлечь для разработки памятника Жанне д’Арк в Орлеане, инициатором проекта был Шарль дю Лис. Рубенс и Пейреск переписывались до самой кончины аббата, причём художник иногда поверял провансальскому затворнику самые интимные переживания и делился своими семейными новостями с полной откровенностью.

### Античная глиптика и вазопись
В Италии Пейреск глубоко погрузился в мир коллекционеров и антикваров, ознакомившись практически со всеми крупнейшими собраниями античных камей в Аквилее, Венеции, Флоренции (собрание Медичи), Мантуе (коллекция Гонзага) и Риме (собрание Паскуалини). С Лелио Паскуалини он переписывался и после возвращения во Францию. Знакомство с античной глиптикой продолжилось у коллекционеров Лондона, в том числе и Джона Харрисона. Пейреск коллекционировал и изучал глиптику не ради художественных достоинств этих объектов — в первую очередь они были для него историческим источником. Согласно описи 1637 года, приложенной к завещанию, Пейреск владел 1119 «гравированными камнями», которые были сгруппированы и упорядочены по предметам изображения. Некоторые экземпляры были подробно описаны владельцем. Сохранились и некоторые заметки, свидетельствующие об имени продавца, дате сделки и цене приобретённых предметов. В описании стандартно указан тип камня, примерное описание изображения или награвированной надписи. После возвращения из Италии в 1602 году в коллекции Пейреска было 350 античных гемм и ещё несколько древних колец и украшений, найденных при раскопках. В 1606 году он был ограблен слугами и были утрачены две самые ценные геммы. В 1610—1616 годах Пейреск активно пополнял свою коллекцию, в основном через антикваров, которые были в Провансе на пути из Италии. Так, 2 марта 1612 года он приобрёл у Рене Блюссира де Шампиньона 23 камеи, включая камни с изображением жреца и головы Цицерона. В ноябре 1612 года он приобрёл у лионского ювелира три камеи, включая изображение Кассандры и Аякса. В тот же день он купил у Клода ле Мондре аметист с головой Александра и сардоникс с головой орла и кабана. Фонд камей служил также для обмена монет или картин. Эрудит Пейреск, отлично разбираясь в изображениях на монетах, также успешно опознавал портреты на римских камеях, особенно он ценил сердолик с изображениями Клавдия и его жены — может быть, Мессалины. Он хотел заказать большую копию маслом Рубенсу, но в ноябре 1623 года камею украли.
Специфическим предметом интереса Пейреска были греко-египетские геммы, так называемые гностические (с именем Абраксаса). Эти изделия чаще всего делались из гематита, аметиста или чёрно-зелёной яшмы — в античности считалось, что они обладали магическими свойствами, использовались как медицинские амулеты или талисманы. У Пейреска в разные годы бывало от 80 до 100 таких амулетов с разнообразными надписями, иногда зашифрованными или бессмысленными. Для исследовательских нужд Пейреск предпочитал использовать прорисовки или слепки, которые по его заказу делали из воска или гипса по специально отработанной технологии. Слепки также отправлялись друзьям для ознакомления или проверки выводов самого аббата. Крупнейшим открытием Пейреска стала обнаруженная в 1620 году в Сент-Шапель гемма, которую изначально сочли изображением Иосифа в Египте. Получив в руки камею, Пейреск немедленно занялся идентификацией изображённых на ней персон, для чего был вынужден привлечь своих знакомых — знатоков античности. Для масштабного воспроизведения он решил воспользоваться услугами художника и в октябре 1621 года отписал Рубенсу, зная о большой венецианской камее, которую видел в 1602 году лично, а затем в прорисовке фламандца. Далее эта камея оказалась во владении императорского дома в Вене и стала недоступна для обозрения. Судьба глиптотеки Пейреска осталась неизвестной.
Ещё меньше определённости существует вокруг коллекции античных ваз. В 1636 году Пейреск унаследовал часть собрания покойного Франсуа де Фонтене, аббата Сен-Квентина де Бове, но есть предположение, что она была составлена из коллекции Дю Перье, с которой сеньор Фабри был знаком ещё с 1622 года. Опись показывает, что в собрании были и чёрно- и краснофигурные сосуды.

### Пейреск и его библиотека
Собирание книг в XVII веке приобрело широкие масштабы и объёмы частных библиотек бывали очень велики, например, Джон Локк владел 34 000 книг, собрание Сэмюэла Пипса достигало примерно такой же величины. Личная библиотека Пейреска была не столь масштабна — примерно 6000 томов, — однако сыграла роль своего рода «катализатора» книгоиздания и книжной торговли во всей Европе. Кроме того, Пейреск единолично осуществлял составление научной библиографии Европы первых десятилетий XVII столетия. Практически в каждом отправленном Пейреском письме упоминаются книжные новинки, которые он хотел купить, или, напротив, книжные посылки многочисленным друзьям. Те издания и рукописи, которые оседали в личной библиотеке учёного, становились объектом пристального внимания и изучения. Он стремился держать у себя книги лучшего качества, заменял повреждённые или скверно отпечатанные и переписанные экземпляры, но в строгом смысле слова библиофилом не был. В первую очередь его интересовали тексты, он без колебаний покрывал поля и страницы комментариями и маргиналиями, однако все книги, которые он хотел оставить в своей собственности, поступали к переплётчику и заключались в красную марокканскую кожу. Именно переплётчик Пейреска — Коберан — смог спасти его библиотеку во время восстания и погрома 1631 года в Экс-ан-Провансе.
Наиболее изобильно в библиотеке Пейреска были представлены книги его друзей и корреспондентов, в том числе английских. Находясь в Англии, Пейреск хорошо изучил собрание Роберта Коттона, особенно его рукописную часть. Для подготовки Парижской Полиглотты Пейреск упросил временно передать ему рукопись древней рукописи книги Бытия, которая и находилась в Париже в течение 4 лет. Тем не менее, за это время не удалось скопировать её в полном объёме, и из-за давления английского посла рукопись вернулась в Лондон. В 1629 году Пейреск узнал о появлении на Франкфуртской книжной ярмарке Exercitatio Anatomica de Motu Cordis et Sanguinis in Animalibus Уильяма Гарвея и спустя три недели отдал её в переплёт. Пейреск и Гарвей в одно и то же время учились в Падуе, но нет никаких свидетельств их знакомства. Публикация «Аргениды» Барклая в известной степени была инспирирована Пейреском. С Габриэлем Ноде Пейреск познакомился в 1627 году, когда Дюпюи прислал в Экс рукопись Advis pour dresser une bibliothèque — ныне признаваемую классической в области организации библиотек. На Дюпюи труд Ноде не произвёл впечатления, Пейреск же, напротив, очень высоко его оценил. Вообще очень немногие научные работы своего времени, особенно во Франции, ускользнули от внимания Пейреска. Объяснялось это тем, что аббат всегда советовал своим друзьям печатать их труды, рекомендовал издателя, иногда мог обеспечить финансирование и тогда требовал обязательный экземпляр. Это касалось даже лиц, чьих взглядов Пейреск не разделял или которые были лично неприятны ему.
Пейреск не вёл реестра своей библиотеки, единственная попытка составить книжный владельческий список была предпринята ещё в 1616 году. Он сохранился в архиве, занимает 32 страницы; книги классифицированы по 17 разделам. Однако основная часть книжного собрания стала пополняться с 1617 года и закончилась только со смертью своего владельца. Всё своё имущество он отписал брату — сеньору Пеламеду Фабри де Валавэ, который являлся библиофилом и бережно хранил наследство Пейреска до собственной кончины в 1645 году. После этого библиотека перешла его сыну — Клоду Фабри, маркизу де Рьян. Из-за долгов в 1645—1646 годах он предпринял распродажу книжного собрания, составив два каталога в качестве рекламы. Кардинал Мазарини изъявил через своего библиотекаря Габриэля Ноде желание приобрести собрание, но по неизвестной причине взял только рукописи, которые и были перевезены в Париж в 1647 году и включены в библиотеку кардинала, в собрании которой хранятся до сих пор. Остальные издания разошлись поодиночке через частных торговцев и библиофилов.

## Естественнонаучные интересы

### Ботаника и зоология
Как всякий учёный-полимат своей эпохи, Пейреск отдал дань наукам, которые принято именовать естественными. Первой из них была ботаника, которой молодой сеньор Фабри занимался в Италии, сведя знакомство со знатоками растений в Падуе, Болонье, Вероне и Неаполе. По замечанию Флорике Эгмонд, мощным стимулом для ботанических, зоологических и прочих естественнонаучных интересов Пейреска стала аристократическая охота. Участвуя в молодости в Провансе и Италии в охотничьих вылазках, он считал их отличным способом полевых исследований, позволяющих получать новое знание. Очень быстро его постоянным корреспондентом сделался знаменитый нидерландский ботаник Клузиус. Биологическими образцами и письмами они обменивались вплоть до кончины учёного. В год знакомства с Клузиусом Пейреск стал переписываться с профессором университета Монпелье Пьером Рише де Бельвалем, основателем ботанического сада. В Париже Пейреск общался с любителем редких фруктовых пород Жаном Робеном-младшим; с его коллегами он виделся во время визитов в Брюссель, Лейден и Лондон в 1606 году. Однако занятия естественными науками были в наследии Пейреска неотделимы от коллекционирования, его в равной степени интересовали уродства и чудеса натуры, равно как и обыденные явления. В частности, в своём саду в Бельжантье Пейреск занимался возделыванием лекарственных растений — большей частью слабительного и болеутоляющего действия. Как обычно у Пейреска, все полученные клубни, семена и саженцы описывались и заносились в реестр; последний вёлся на двух языках в две колонки: напротив научного латинского именования всегда приводилось обиходное — по-французски или на провансальском языке. Уже в переписке 1605 года отмечено, что Пейреск не только занимался разведением растений у себя, но и рассылал их садоводам и аптекарям во Фрежюсе, Марселе, Тулоне и Авиньоне. Занимался Пейреск и собственно ботаническими исследованиями — в феврале 1605 года отправил Клузиусу обстоятельный список растений, распространённых в Провансе; составлен он был на основе наблюдений в Бельжантье. Пейреск обнаружил и редкие виды, заинтересовавшие Клузиуса: стиракс и некоторые грибы, особенно Clathrus cancellatus Fr..
Пейреску были не чужды наблюдения в области анатомии и физиологии. Обнаружив у собак млечные сосуды, аббат попытался выяснить, существуют ли они и у человека, для чего пользовался свои статусом члена Парламента, исследуя тела казнённых. Пейреск пытался выяснить природу зрения, но не добился положительных результатов. Узнав от Пьетро делла Валле о существовании ангорских кошек, он выписал себе котят из Турции и стал заниматься их разведением; один кардинал Ришельё завёл себе 14 таких питомцев. В конце 1633 года живший в Тунисе ренегат Тома д’Аркоc прислал аббату несколько экзотических животных, в том числе хамелеонов и шкуру редкой нубийской газели — так называемого альсарона (фр. alzaron). Её в конце концов переслали в Рим для коллекции кардинала Барберини. В. Елизаров и Х. Браун пришли к выводу, что несмотря на колоссальную организующую роль Пейреска для Республики учёных, собственно естествознание находилось на периферии его деятельности.

### Геология
В архиве Пейреска можно обнаружить примерно 400 страниц заметок по геологии, несмотря на то, что наука о земных недрах в те времена только зарождалась. Соответствующими исследованиями аббат занимался совместно с Гассенди и писал своим корреспондентам, включая братьев Дюпюи, Жиля де Лоша, Тома Аркосу в Тунис, Даль Поццо в Рим, и даже Эрьяду — «Ювелиру Великого Могола в Лахоре». Совместно с Гассенди они исследовали долину Арк к югу от Экс-ан-Прованса и описали непрерывность залегания слоёв осадочных пород; это вызвало вопросы, обращённые Тома д’Аркоcу и отцу Селестину Сент-Ледивену о направлении залегания пластов горных пород в Тунисе и Ливане. Хотя Пейреск явно не излагал этой теории, более 100 запросов разным корреспондентам явно свидетельствуют, что он желал проверить идею, что направление залегания пород диктуется направлением вращения Земли, ветров и течений. Альпы он рассматривал как горы, направленные с севера на юг, но сложённые в направлении с Востока на Запад. Уже Гассенди скептически относился к этим предположениям. То, что пласты залегают послойно, горизонтально, Пейреск так и не осознал, как не понимал динамики тектонических явлений. Гальку он считал продуктом «коагуляции» и «замерзания» мягкой материи в руслах рек. Это же объясняло возникновение сталактитов и сталагмитов в пещерах: вода полна «зародышами камня». В то же время, он не сомневался, что находимые окаменелости были в древности живыми организмами, чаще всего, морскими. Пейреск пытался осмыслить факты, что морские раковины находили и на суше, особенно в Шампани, и считал это доказательством всемирного потопа.
Не менее восхищали Фабри находки окаменелой древесины или целых стволов в шахтах Италии — он объяснял это следствием сильных землетрясений, наподобие случившегося в 1618 году, когда целый живой лес ушёл под землю. Интересовали его и палеонтологические находки: якобы откопанный в Дофине скелет «гиганта» и ископаемый гигантский зуб из Туниса. Этот зуб, который ему прислал Аркос, Пейреск вначале принял за зуб Геркулеса. Однако аббат изменил свою точку зрения после собственноручного исследования челюстей «гастролировавшего» по югу Европы слона герцога Клода Лотарингского. Обнаружив, что зубы современного слона идентичны по форме африканским окаменелостям, Пейреск заодно нанёс удар по авторитету блаженного Августина, писавшего о существовании гигантов именно в той части Африки. Он также пытался проверить слухи о находке на берегах Рейна ископаемых «единорогов». Также он разоблачил легенду о часовне на костях дракона близ Экс-ан-Прованса, определив, что выставленные там кости содержат останки лошадей (возможно, гиппарионов). Узнав от своих корреспондентов об извержении вулкана в Абиссинии и сопоставив его с недавним извержением Везувия, Пейреск пришёл к выводу, что вулканы соединены между собой глубоко в недрах Земли, а источник огня лежит в самом центре Земли. По просьбе кардинала Ришельё Пейреск в 1634 году участвовал в комиссии по рассмотрению деятельности алхимика барона дю Солей, после чего барону было запрещено находиться на территории Рима и Папского государства. Впрочем, за пределы отдельных заметок и наблюдений «протогеологические» штудии Пейреска так и не вышли.

## Пейреск — астроном

### Луны Юпитера и проблема долготы
Будущий сеньор Пейреск рано проявил интерес к астрономии, ещё в детстве освоив астролябию и проводя наблюдения за небесными светилами; впрочем, интерес к астрологии и ориентированию в пространстве был обычным в его социальной среде. Будучи в Италии, через посредство Пинелли он познакомился с Галилеем, фламандским астрономом Годфруа Венделеном (с 1604 года поселившимся в Провансе) и страстным поклонником этой науки кардиналом Беллармином. Поворот в его занятиях наступил 7 января 1610 года, когда Галилей объявил об открытии спутников Юпитера. Это открытие, совершённое путём телескопических наблюдений, достаточно быстро достигло Прованса, и Пейреск немедленно взялся за создание телескопа (примечательно, что через него самого в Италии узнали о микроскопе). Подходящий инструмент он получил только к ноябрю 1610 года; телескоп изготовили в Париже под наблюдением его брата, которому Пейреск писал подробные инструкции, как изготовить и где приобрести линзы нужного размера и силы увеличения. По-видимому, приходилось действовать методом проб и ошибок, поскольку, судя по переписке, у Пейреска было пять телескопов; наблюдения велись прямо из дома в Эксе. 25 ноября 1610 года Пейреск стал вторым французом, увидевшим спутники Юпитера. Первым был Жозеф Готье — генеральный викарий Экса и приор Валлета, проживавший также в Экс-ан-Провансе; впоследствии он был учителем Гассенди. Хотя Готье был старше Пейреска на 15 лет, сохранившаяся рукопись астрономического содержания посвящена именно ему. Пейреска и Готье объединял интерес к методу определения долготы; в 1598 году король Испании Филипп III даже объявил о пожизненной пенсии учёному, который сможет это сделать.
Среди важнейших научных проектов Пейреска было и вычисление точных периодов обращения спутников Юпитера, необходимых для эталонного времени расчёта долготы. Для этого служила серия наблюдений, совершавшихся между 25 ноября 1610 по 17 апреля 1612 года, а затем продолженных в Париже; столь длительная непрерывная серия наблюдений не имела аналогов в то время. Пейреск наблюдал Юпитер всякий раз, когда это позволяли погодные условия, ему ассистировали четверо помощников, из которых необходимые навыки и способности имелись только у одного — Жана Ломбарда. Готье также предоставил ему результаты собственных наблюдений. Записи Пейреска построены однотипно — это зарисовки с комментариями, в которых описаны относительное положение Юпитера и спутников; однажды он сделал пять таких зарисовок в одну ночь. Пейреск использовал названия, данные Галилеем — Catha[rine], Maria, C[osmus] Ma[jor], и C[osmus] mi[nor]. Угловые расстояния, вероятно, рассчитывались при помощи астролябии, хотя и не сохранилось упоминаний об использованных инструментах. Сила телескопов Пейреска и точность его угломерных инструментов также были невелики; поэтому он часто пропускал момент соединения, который и требовался для точных определений и составления таблиц эфемерид. Со временем у Пейреска появилась возможность дополнить полученные им и Готье данные некоторыми записями Галилея и Кеплера, что позволило ему разработать теорию движения спутников. Откуда он мог получить записи Кеплера, остаётся неизвестным. Пейреск исходил из того, что галилеевы луны вращаются вокруг Юпитера по круговым орбитам в экваториальной плоскости, то есть для определения эфемерид было достаточно данных об их обращении и радиусе орбит.
Составленные им таблицы Пейреск пытался проверить уже в ноябре 1611 года, применив для определения долготы. Для этого он отправил Жана Ломбарда в экспедицию из Марселя на Мальту, а оттуда на Кипр и в Ливан; наблюдения за юпитерианскими спутниками и вычисления он вёл до мая 1612 года. На Мальте Ж. Ломбард впервые наблюдал затмение одного из спутников. Расстояния измерялись в видимых диаметрах Юпитера, вновь не упоминалось об используемых инструментах. Пейреск пытался дублировать эти наблюдения, находясь в Париже. Однако точно вычислить долготу, отделяющую Париж от Экса и мест обсерваций Ж. Ломбарда, не удалось. Тем не менее, С. Чапин отметил, что для своего времени и учитывая краткость срока наблюдений, таблицы Пейреска отличались точностью. Например, значения Пейреска для периодов обращения двух спутников более точны, чем у Галилея, который потратил на их наблюдение 24 года. Точность таблиц Пейреска превосходит и данные Кассини; тем не менее, проблему определения долготы разрешил именно последний. Пейреск планировал издать таблицы, был подготовлен набор, датированный ещё 1611 годом, но результаты исследований спутников Юпитера так и не были опубликованы. Гассенди утверждал, что великодушный Пейреск не захотел мешать славе Галилея, который готовил аналогичный труд. Однако П. Гумберт в биографии, опубликованной в 1933 году, утверждал, что Пейреск, занятый своими гуманистическими проектами и служебными обязанностями, просто забыл о трактате. С. Чапин, впрочем, полагал, что эти точки зрения являются упрощёнными. Для Пейреска всегда на первом месте была практическая значимость тех или иных проектов. Подготовив издание таблиц в 1611 году, он, по-видимому, отложил их обнародование до получения результатов о проверке метода на практике. Таблицы должны были войти в состав мореходного альманаха. Поскольку определение долготы не удалось, Пейреск, видимо, отказался от проекта, а впоследствии не нашёл времени или желания, чтобы вернуться и пересмотреть его результаты. Между тем, по мнению Г. Венделена, обнародование материалов Пейреска могло бы усилить позиции коперникианцев в тогдашней полемике, поскольку вращение спутников Юпитера вокруг массивного центра было аналогом устройства Солнечной системы.

### Туманность Ориона и небесные явления
Помимо Юпитера, в сезон 1610—1612 годов Пейреск активно наблюдал и другие небесные тела. По-видимому, его больше всего интересовали спутники небесных тел. Например, его многочисленные зарисовки Венеры показывают не только фазы, но и некие тела, которые он принимал за две венерианские луны. Он также пытался зарисовывать структуры Млечного пути. Впрочем, своё главное астрономическое открытие Пейреск совершил 26 ноября 1610 года — то есть на второй день наблюдений. С. Чапин именовал это «величайшим свидетельством его способностей наблюдателя». Наблюдая за созвездием Ориона, Пейреск обнаружил среднюю звезду, «окружённую небольшим светящимся облаком». Далее он вернулся к этому объекту между 4 и 10 декабря. В своём дневнике он писал, что наблюдаемые им явления, несомненно, носят небесный характер. С. Чапин заметил, что это — превосходная иллюстрация разницы в способностях Пейреска и Галилея, поскольку последний, наблюдая Орион примерно с таким же инструментом, не замечал никаких туманностей. В 1618 году независимо от Пейреска туманность Ориона наблюдал Цизатус, но обнародовал существование туманности только Гюйгенс в 1659 году. Равнодушие Пейреска к обнародованию и этого открытия утверждало С. Чапина в версии практической направленности наблюдений учёного.
1 марта 1611 года Пейреск описал наблюдения звёзд при дневном свете, когда занимался движением Меркурия; 12 сентября 1612 года он зафиксировал наблюдения Венеры при дневном свете. Эти явления могли помочь в определении времени и долготы, были обнародованы (по крайней мере среди учёных Прованса), а в 1630-е годы этими и подобными феноменами последовательно занимался Гассенди, о чём регулярно докладывал в Париже. Тем не менее, с осени 1612 года Пейреск охладел к астрономическим занятиям и не возвращался к регулярным наблюдениям до 1628 года. Эпизодически он делал некоторые заметки и покупал книги по астрономии для своих корреспондентов, однако при наблюдении кометы 1618 года у него не оказалось под рукой угломерного инструмента и аббат ограничился телескопическими зарисовками. Наблюдения комет важны для понимания отношения Пейреска к астрологии. Кометография была тогда самой тёмной областью астрономии, однако Пейреск был склонен соглашаться с мнением Сенеки, что кометы являлись постоянно существующими небесными телами, которые лишь периодически исчезают из поля зрения наблюдателей.
20 января 1628 года Пейреск вместе с Готье и, возможно, Гассенди наблюдал лунное затмение. Главной его целью вновь была география и навигация, и он хотел, чтобы одновременно с ним его коллеги производили наблюдения в других точках. Он получил наблюдения Мерсена и Мидоржа в Париже и смог определить долготу Экс-ан-Прованса с приемлемой точностью, которая не была превзойдена наблюдениями, как минимум, последующих 50 лет. Далее Пейреск планировал большой проект по определению точных географических координат всего Французского королевства, который был сорван эпидемией чумы 1629 года. В том же 1629 году он наблюдал паргелион, а в 1630 году солнечное затмение. В 1631 году его интересовали прохождения Меркурия и Венеры, рассчитанные Кеплером на 7 ноября и 6 декабря, соответственно. Пейреск убедил наблюдать эти явления своих коллег из Фрежюса и Гассенди в Париже; Пейреск не наблюдал Меркурия, а погода в Эксе сделала невозможными наблюдения за Венерой. Однако Гассенди, несмотря на погодные условия в Париже, выполнил по указаниям своего учителя наблюдения с таким качеством, что его будущая репутация как астронома в значительной степени основывалась на одном этом наблюдении. Пейреск активно распространял его результаты, хотя и дал им неверную интерпретацию. В 1633 году Пейреск наблюдал в Эксе солнечные пятна и пришёл к выводу, что они расположены на поверхности Солнца, а не являются тенями от спутников. Чтобы не испортить зрение, Солнце аббат наблюдал в тёмной комнате, проецируя изображение на белый экран; это приспособление изготовил для него Гассенди.

### География и планетография
Сразу после получения известий о телескопических наблюдениях Галилея Пейреск связался с Йодоком Гондиусом — ведущим голландским картографом-кальвинистом; текст письма подготовил его брат Пеламед, сеньор де Валавэ. Пеламед де Валавэ посетил Амстердам летом 1609 года, предлагая Гондиусу отпечатать карту Прованса. Неизвестно, был ли получен ответ; следующее письмо Пейреск отправил 7 августа 1611 года, но оно не сохранилось, в ответе от 26-го числа Гондиус благодарил за эскизы карты Прованса, которую предполагал включить в готовящееся издание атласа. Попутно Пейреск решал задачу определения долготы (и не без самодовольства именовал себя «обладателем святого Грааля наших дней»): при составлении карты серьёзной проблемой был выбор начального меридиана; в карте Прованса он проходил через Азорские острова, но далее Пейреск отказался от этой идеи. В письме Гондиусу упоминалось желание Пейреска задействовать голландских купцов, путешествующих по всему миру, для проведения научных измерений, и он даже был готов прислать инструкции для стандартизации наблюдений.
В 1628 году Пейреск планировал создать несколько обсерваторий по всему миру с единой программой наблюдения и одинаковыми инструментами, для чего рассчитывал на помощь кардинала Барберини, поскольку миссионеры-иезуиты были бы подходящими наблюдателями. Сверх того, он хотел провести одновременные наблюдения в Ураниборге и в Александрии, чтобы сопоставить исходные базы наблюдений Тихо Браге и Птолемея. Пейреск планировал единовременные наблюдения затмений на большой территории, и в 1629 году полгода в его доме провёл Франсуа де Голо-Шастэн, который 10 июня 1630 года в Ливане сумел на практике реализовать планы своего учителя. Других провансальских астрономов Пейреск наставлял в письменном виде. Пьер Антельми ассистировал аббату в Эксе во время затмения 8 апреля 1633 года. Однако Пейреск не стал наблюдать лунное затмение 29 октября 1631 года, для которого Анри Гелибранд, профессор Колледжа Гришэма в Кембридже, подготовил морского капитана Томаса Джеймса, проведшего наблюдения в Гудзоновом заливе. Лунное затмение 14 марта 1634 года вместе с Пейреском наблюдал адвокат Менье, а также Тома д’Аркос в Тунисе и отец Селестен из миссии в Алеппо. Пейреск также просил Селестена убедить коллег во всех миссиях на Востоке проводить аналогичные наблюдения; впрочем, одновременное наблюдение лунного затмения 3 марта 1635 года оказалось неудачным. В 1635 или 1636 году Пейреск обзавёлся новым телескопом, заказанным у Галилея; итальянский учёный быстро и охотно выполнил заказ, поскольку аббат активно защищал его во время инквизиционного процесса. Ещё ранее Гассенди из своей новой обсерватории и Пейреск с крыши своего дома наблюдали кольца Сатурна, но в их инструмент они выглядели как смутные придатки планетного диска, относительно которых ни они, ни Галилей не смогли выдвинуть правдоподобной гипотезы.
К 1636 году аббат Пейреск убедил римские власти обучать астрономии миссионеров, многие из которых приезжали в его обсерваторию в Эксе, ставшей школой практической астрономии. Одной из самых серьёзных проблем была точная фиксация момента входа Луны в тень Земли и выхода из неё. Гассенди предложил упростить метод, введя наблюдения за тенью по определённым точкам на лунной поверхности. Это требовало создания точной карты Луны. В августе 1636 работу начал хороший художник Клод Меллан, которому предоставили качественный телескоп; он закончил зарисовки к декабрю. Было начато гравирование карт, сохранилось три матрицы с изображениями первой и последней четверти; но это издание прервалось после смерти Пейреска. Тем не менее, известно, что Гассенди получил два экземпляра и передал их Гевелию для подготовки «Селенографии».
После путешествия Ж. Ломбарда на Мальту и в Триполи, Пейреск долго не возвращался к вопросу о картографировании. После начала Тридцатилетней войны аббат периодически занимался сбором стратегической информации о положении на Средиземном море и предложил французскому консулу в Генуе Сабрану установить контроль надо всеми прибрежными островами, пока этого не сделали испанцы. В 1631 году кардинал Ришельё начал реформу французского флота; в 1632 году генеральным интендантом военного флота стал зять Пейреска — Анри де Сегиран (муж сводной сестры аббата). Сегирану требовался картограф, и аббат пытался добиться этой должности для Гассенди, но безуспешно. В итоге флотским картографом стал Жак Марец — профессор математики из Экса. Между 11 января и 17 марта 1633 года Марец и Сегиран провели полную съёмку побережья Прованса, которая составила отчёт кардиналу. Опубликован был этот документ только в XIX веке. В апреле 1633 года Пейреск прислал Сегирану ещё один меморандум, сохранившийся в его архиве, из которого можно сделать вывод, что аббат также занимался картографическими работами.
В 1635 году аббат затеял грандиозный астрономо-геодезический проект: Пейреск рассчитывал для наблюдения лунного затмения 28 августа того же года развернуть цепочку наблюдательных станций и на основании полученных данных провести точное измерение протяжённости Средиземного моря по долготе. Чтобы стимулировать своих корреспондентов, Пейреск подкреплял отправляемые письма подарками: например, миссионеру в Каире Агатанжу де Вендому, которому предстояло наблюдать с вершины Великой пирамиды, отправил арабские словари. Однако к октябрю 1635 года аббат располагал только собственными наблюдениями и данными, полученными из Рима. Все затребованные им данные поступили лишь к январю 1637 года. После обработки наблюдений Пейреск получил неожиданный результат: восточная часть Средиземного моря оказалась примерно на 1000 км короче, нежели изображалась на картах того времени. Далее Пейреск планировал использовать летнее солнцестояние для разработки метода точного расчёта пасхалии по широте, для чего получил разрешение превратить церковь ораторианцев в Марселе в гигантские солнечные часы с базой 36 м и гномоном (шпилем) высотой 18 м. Кончина Пейреска помешала реализации планов; соответствующие измерения были проведены Кассини только в 1668 году. Использование затмений лун Юпитера для определения долготы стало возможным только после изобретения точных хронометров Джеймсом Харрисоном спустя сто лет.
По словам С. Чапина, кончина Пейреска знаменовала прекращение проекта комплексного исследования затмений, прекратила существование и его домашняя обсерватория, которая была центральным информационным бюро астрономических наблюдений, заменявшим научную периодику. Ассистенты-любители Пейреска из Экса лишились инструментов своего патрона и прекратили наблюдать. После 1650 года астрономы стали располагать маятниковыми часами и филярными микрометрами, что резко изменило технику наблюдений. Тем не менее, именно Пейреска можно с полным основанием именовать первым французским астрономом, а благодаря его организационной деятельности итальянские достижения были быстро усвоены в Париже и Голландии, куда и переместился центр развития научной астрономии в XVII веке. Из методов, разработанных Пейреском, для развития науки важнейшими оказались звёздные наблюдения при дневном свете, которые позволили Пикару в 1669—1670 годах создать точную карту Франции и начать измерение дуги меридиана, а далее эти методы оказали сильное влияние на окружение Ньютона. Второй важнейшей инновацией Пейреска была научная экспедиция, составленная из специально подготовленных людей, направленных для реализации конкретной цели. Этот метод был полностью реализован Королевской Академией наук. Как и предлагал Пейреск, на протяжении всего XVII века активными астрономами-наблюдателями были миссионеры. Таким образом, Пейреск был достойным современником Галилея и, по выражению С. Чапина, бесспорно являлся «князем астрономов-любителей».
Дж. Толберт отмечала, что аббату Пейреску удавалось совмещать интересы и требования католической церкви с собственными научными взглядами и интересами. Астрономические наблюдения освящались авторитетом церкви, поскольку в практическом плане он подстраивал их для нужд реформы календаря, определения метода измерения долготы и даже развития естественной теологии (так называемой «Книги природы»). В то же время его участие в процессе Галилея показывает, что он был готов пойти против общепринятой доктрины во имя того, что считал правильным и истинным.

## Пейреск и процесс Галилея
Аббат Пейреск активно участвовал в процессе Галилея, хотя и частным образом. Отношения по переписке между учёными завязались ещё в 1607 году, а ранее Никола-Клод некоторое время учился у Галилео. Выход в свет «Звёздного вестника» в 1610 году стимулировал собственные астрономические занятия сеньора Пейреска. При этом следует иметь в виду, что Пейреск старался избежать прямого участия в дискуссии коперникианцев и приверженцев геоцентризма. Будучи католиком, Пейреск несколько раз выражал согласие с геоцентрической системой Тихо Браге. Подобные взгляды не были необычными для XVII века, даже Декарт в частном письме выражал недоумение, почему Галилей, находясь в фаворе у Папы Римского и будучи католиком-итальянцем, так упорствует, отстаивая собственное движение Земли. О начале процесса над Галилеем Пейреск узнал практически случайно, в середине июля 1633 года, из писем Кристофа Шейнера, которые тот через аббата хотел передать Гассенди в Динь и Кирхеру в Авиньон. 12 августа 1633 года Пейреск коснулся судьбы Галилея в письме Гассенди, а далее прямо писал о приговоре королевскому библиотекарю Дюпюи; он обратил внимание, что Галилей лично заявил, что не поддерживает идею о движении Земли, но при этом не отрёкся от «Звёздного вестника», в котором утверждал прямо противоположное.
По Дж. Толберт, причиной, по которой Пейреск решил вмешаться в ход процесса, было то, что он опасался ужесточения спора учёного сообщества и католической церкви. Это привело бы к усилению цензуры. В переписке он утверждал, что Церковь стремится подходить к новым открытиям «с осторожностью и не спеша», тогда как апологеты нового знания и противники Церкви вовлекают в крайности слишком много людей. Будучи духовным лицом, Пейреск поддерживал официальную доктрину и не хотел попрания авторитета Церкви, поэтому не стремился к пропаганде коперникианства во Франции. Также Пейреск всеми силами стремился, чтобы в Париже узнали о процессе как можно позднее. Однако уже в октябре 1633 года в Париже прошёл диспут о движении Земли, устроенный пионером журналистики — Теофрастом Ренодо, а в январе следующего года тот в своей «Gazette» опубликовал объёмную статью о системе Коперника и приговоре Галилею. Инквизиторам всей Европы, включая и французских, было разослано послание об осуждении коперникианства, но официальное постановление из Рима к 1634 году так и не было отправлено во Францию. Пейреск после вынесения приговора возобновил переписку с Галилеем, она велась через его брата Роберто и других лиц. Уже в январе 1634 года он заказал у Галилея новый телескоп. Итальянец быстро исполнил заказ, а вместе с линзами для телескопа осенью 1634 года просил через Диодати и Гассенди поспособствовать своему переезду во Флоренцию, рассчитывая на авторитет и связи Пейреска в Риме. Пейреск действительно обратился к кардиналу Барберини 5 декабря 1634 года, прося о смягчении приговора Галилею. Он мог рассчитывать на успех: племянник папы римского постоянно контактировал с Пейреском, живо интересовался наукой и в его библиотеке были труды по коперникианскому вопросу. Пейреск писал, что Галилеева отречения достаточно, а дальнейшее его заключение лишь запятнает репутацию папства. Барберини в ответном послании 2 января 1635 года многословно благодарил своего визави за дары, но о Галилее писал вскользь. Пейреск настойчиво повторял свои аргументы в послании 31 января 1635 года, сравнив даже процесс Галилея с осуждением Сократа. Кроме того, отречение Галилея по понятиям того времени, «очищало» его от подозрений в ереси.
Сам Галилей очень высоко оценил усилия Пейреска: когда его родственники в Лионе сообщили о хлопотах аббата, Галилео 22 февраля 1635 года писал, что «многие, кто признают мою невиновность, остались безмолвными». Пейреск пошёл и дальше: он занялся поиском доказательств галилеевой теории приливов, которая была одним из важнейших аргументов в пользу собственного движения Земли. Впрочем, это доказательство теорию Галилея опровергло. Пейреск также отправил Барберини экземпляр «Gazette» со статьёй о процессе, а также (через Диодати) организовал публикацию в Германии в одном томе латинского перевода «Диалога о двух системах мира» и «О вращении небесных сфер», несмотря на то, что эти книги были внесены в «Индекс». Экземпляры этого издания появились в Париже уже в июле 1635 года; по мысли Пейреска, латинский язык делал эти трактаты доступными для заинтересованных членов учёного сообщества. По Дж. Толберт, в этом выражалась известная двойственность позиции Пейреска: несмотря на свои убеждения и попытки использовать церковные институты для научных исследований, он стремился избавить науку от диктата и цензуры.

## Пейреск — востоковед

### Арабистика
Никола-Клод Фабри де Пейреск был одним из первых европейских учёных, который активно занимался изучением разнообразных языков и культур Северной Африки и Ближнего Востока. П. Миллер в научном отношении различал Пейреска-христианина, чей мир ограничивался греко-римской культурой, и Пейреска — уроженца Средиземноморья, который провёл вне Прованса и Лазурного берега лишь 6 из 56 лет своей жизни. Ещё до своего отъезда в Италию он заинтересовался еврейскими и самаритянскими, а затем и египетскими древностями, и этот интерес остался у него на всю жизнь. Наиболее интенсивно он стал заниматься странами и культурами Леванта после 1623 года.
Интерес Пейреска к Востоку по мнению его биографа Гассенди (1641), возник во время его первой поездки в Париж в 1605 году, где познакомился с Исааком Казобоном. Тот готовил издание и комментарий к трудам Григория Нисского, и Пейреск предоставил филологу норманнские монеты из Сицилии, на которых имелись и арабские надписи. Продолжение эти занятия получили только в 1617 году, когда в Гааге Пейреск мог ознакомиться с некоторыми коллекциями (там хранились редкие византийские монеты с портретами правителей и арабскими надписями) и воспользовался помощью величайшего тогдашнего знатока арабского языка Томаса Эрпениуса из Лейдена. Работы продолжились в Париже, где Пейреск мог пользоваться помощью маронитских учёных. После возвращения Пейреска в Прованс восточные монеты в его переписке начали упоминаться с сентября 1626 года. В архиве Пейреска сохранилось несколько законченных «меморандумов» с описанием монет мусульманского мира и разбором легенд на арабском языке с латинским переводом. По мнению П. Миллера, как исследователь арабской нумизматики Пейреск не был самостоятельным, завися в первую очередь от знатоков арабского языка (из среды купечества, причём не только французского), а его переписка по нумизматическим вопросам свидетельствует больше «об интеллектуальной жизни марсельского купечества, а не его самого». После 1628 года Пейреск утратил интерес к восточной нумизматике.
П. Миллер писал в этой связи о непоследовательности востоковедных интересов Пейреска, что было, в общем, типично для эпохи. Величайшие арабисты — его современники — Э. Покок и Т. Эрпениус, сосредоточили свои усилия на изучении арабских переводов христианского Писания и неканонических текстах; собственно исламский мир и философия их интересовали мало. Соответственно, в письмах и меморандумах Пейреска встречаются разнообразные сюжеты: от чеканки монет в современной ему Турции и рецептах приготовления кускуса в Тунисе до мер и весов Египта, музыки в Иерусалиме и состава библиотеки наместника Алеппо. Ни Коран, ни ритуалы ислама вообще не упоминаются в его заметках. По Миллеру, как и во всех прочих штудиях Пейреска, первичный интерес к востоковедению был сугубо прагматичным: аббат стремился научиться понимать надписи на монетах из своей коллекции.

### Самаритянские тексты
Пейреск сыграл ключевую роль в понимании европейскими филологами и богословами важности Самаритянского Пятикнижия для изучения библейского текста. Он косвенно принял участие в работе над Парижской Полиглоттой, когда в 1632 году переслал издателям в Париж материалы Скалигера и латинский перевод Пятикнижия; сохранились и рукописи, переписанные рукой Пейреска. В письме от 22 ноября 1628 года он упоминал о переписке с Пьетро делла Валле, от которого получил посылку с самаритянскими и коптскими рукописями; он заказал Жану Морену их латинский перевод. Переписка с делла Валле продолжалась и в 1630 году, в одном из сохранившихся посланий Пейреск осведомлялся об истории происхождения рукописей и особенностях произношения восточных текстов. Речь шла о Самаритянском Таргуме, доставленном из Дамаска. В продолжении переписки с Мореном Пейреск приглашал его посетить Экс-ан-Прованс и обозреть имевшиеся в коллекции монеты с финикийскими и пуническими надписями. По мнению Пейреска, это могло бы помочь в разрешении вопроса и времени и формах происхождения самаритянских и еврейских письмен. Аббат, вероятно, пытался изучать самаритянское письмо (считая его древнейшей еврейской письменностью), но сложно сказать, способен ли он был читать самаритянские тексты. В его списке восточных рукописей, сохранившемся в Национальной библиотеке Франции, упоминается краткая самаритянская грамматика: Lashon Shamtaita: Lingua Samaritica, написанная Кристофором Кринезиусом, профессором в Альтдорфе и знатоком сирийского языка. Эта книга упоминалась в письме Жаку Дюпюи от 20 марта 1629 года в связи с посылкой книг делла Валле из Персии. Пейреск также пытался установить связи между еврейским, арамейским и сирийским языками; в наиболее ярком виде его сравнительное исследование было изложено в письме 3 июля 1631 года экскому приору Дени де Сайи. В этом письме, основываясь на трактате Морена Exercitationes Biblicae, Пейреск пытался разрешить ряд вопросов, которые равно относились к теологии, филологии и священной истории. Главной проблемой была следующая: если самаритяно-еврейский раскол произошёл во времена Ездры, как могли евреи воспринять ассирийское квадратное письмо от своих поработителей-идолопоклонников, когда имели дарованные Богом десять заповедей? Пейреск и де Сайи пытались доказать, основываясь на монетном материале, что у евреев было два письма: священное (самаритянское) и мирское (квадратное). После 1629 года Пейреск поднял всех своих корреспондентов на Востоке вплоть до Гоа, прося их искать древние монеты с надписями, хотя бы немного похожими на самаритянские. К этому же времени относилась дискуссия Пейреска и делла Валле: путешественник считал, что самаритянские письмена произошли от египетских, тогда как аббат полагал, что самаритянское письмо произошло от финикийского, а от этого последнего происходит греческий алфавит. В поисках новых сведений Пейреск обращался к монахам миссий, действовавших в Каире, от которых узнал, что еврейская, караимская и самаритянская общины существуют раздельно.

### Рабби Азуби
Под 1633 годом в биографии Гассенди упоминается общение Пейреска с неким раввином Соломоном Азуби. Это имя периодически повторялось и в переписке Гассенди с Пейреском; само по себе общение католического аббата с раввином в XVII веке было делом экстраординарным, хотя сам Фабри де Пейреск не считал его особенно важным для себя. Тем не менее, П. Миллер полагал, что это хорошо характеризует интеллектуальный фон и окружение Пейреска. Азуби родился примерно в 1580-е годы в Софии и с 1619 года стал главным раввином в Карпантра. Сохранившаяся переписка Пейреска с Азуби относится к периоду 1632—1635 годов; в 1636 году раввин был выслан в Италию. В переписке аббат уважительно именовал своего визави «рабби Соломон». В начале их общения главным предметом интереса Пейреска были еврейские книги, имеющиеся в Карпантра — в те годы этот вопрос повторялся практически всем корреспондентам на Востоке, это было связано как раз с самаритянскими интересами аббата. Впрочем, в переписке с раввином Пейреск осведомлялся о структуре управления еврейской общиной и о времени наступления еврейского нового, 5393 года. Встречались они и лично: из одного из писем 1632 года можно понять, что в октябре или ноябре Азуби посетил Экс-ан-Прованс и затем благодарил Пейреска за отменное гостеприимство и добрый приём. Пейреск имел привычку фиксировать беседы с учёными друзьями, для Азуби также сохранился особый «меморандум». В первую очередь, они дискутировали о древнееврейском письме. На одной из страниц Пейреск набросал в три колонки типы древних монет, надписи на них древнееврейским шрифтом и латинские эквиваленты. В сохранившемся автографе Азуби помог объяснить и дешифровать некоторые монетные легенды. Вообще впервые с самаритянскими монетами Пейреск столкнулся ещё в 1600 году, когда обучался в Падуе, и тогда же общался с учёными евреями, чтобы понять надписи. Впрочем, в меморандуме зафиксировано, что Азуби рекомендовал аббату ещё и авторитетные еврейские комментарии к разным библейским книгам; по-видимому, это было связано с Парижской Полиглоттой.
П. Миллер считал, что очень интересными заметки Пейреска делают пометы и тексты, переписанные рукой Азуби: это чёткий сефардский полукурсив. Азуби собственноручно начертал шесть комментариев по следующим вопросам: Ковчег Завета, меры и весы, Сукка, разбиение библейского текста на стихи и вопрос о движении Земли. Пейреска также заинтересовал проект многоязычного издания Библии в Стамбуле в 5306 еврейском году — на иврите, арамейском, арабском и персидском языках; оно было предпринято Елиезером бен Гершомом из Сончино. В дальнейшей переписке обсуждались и вопросы издания средневековых еврейских астрономических таблиц на латинском языке. Летом 1633 года Азуби вновь гостил у Пейреска, на сей раз главным предметом их бесед была астрономия. В архиве Пейреска сохранилась еврейская астрономическая рукопись рабби Мануэля; дискутировали они и по вопросу о точности расчёта наступлений солнечных затмений. Перевод таблиц Азуби сделал к концу 1633 года на смеси французского и провансальского языков, одну его копию Пейреск отправил Гассенди, а вторую в Тюбинген Шиккарду. Благодаря Пейреску Азуби познакомился с Афанасием Кирхером, с которым мог переписываться на иврите, но добрых отношений между ними так и не возникло. Проанализировав переписку Азуби с Пейреском, П. Миллер пришёл к выводу, что аббат не был знатоком гебраистики и всё то новое, что он мог почерпнуть у учёного раввина, было на элементарном уровне. Его современники, такие как Морен и Селден, были знатоками Талмуда, мидрашей и раввинской литературы. Тем не менее, сам факт, что раввин мог по месяцу жить в доме католического священника, свидетельствует, что Пейреск испытывал антипатию к любому догматизму. В их переписке нет ни намёка на антисемитские настроения, обычные для той эпохи (и ближайших друзей Пейреска — того же Гуго Гроция или учителя — Пациуса) или попытки обращения в католицизм.

### Египет и копты
К исследованию египетских древностей Пейреск обратился в результате своих самаритянских штудий; впервые следы новых интересов просматриваются в переписке 1628 года с Джироламо Алеандро. Узнав о существовании самаритянских общин в Леванте, Пейреск выдвигал предположение, что и носители египетского языка могли где-то существовать на задворках цивилизации, подобно тому, как в Стране Басков, Уэльсе и Британии живут носители доримских европейских языков. В 1630 году делла Валле привёз в Рим коптские рукописи, обработкой которых занялся францисканский монах Томмазо Обичини ди Новариа; Пейреск заинтересовался коптскими древностями. Восстание в Эксе и эпидемия чумы на два года прервали эти планы; в 1632 году, когда аббат возобновил переписку с делла Валле, Обичини скончался, «расчистив путь» для амбиций самого Пейреска. Аббат заинтересовал египетскими древностями и Афанасия Кирхера, которого рекомендовал в Риме. Летом 1633 года Пейреск познакомился с монахами-капуцинами, вернувшимися из миссии в Египет — Жилем де Лошем и Сезаром де Роскофом. Беседы с ними, как обычно у Пейреска, были отражены в меморандуме «Турки, абиссинцы, 1631—1632». Эти штудии были вскоре прерваны переданными Кирхером известия о процессе Галилея, в том же письме иезуит позволил себе резкие антисемитские выпады против Соломона Азуби.
Работая с материалами Кирхера, Пейреск убедился, что дешифровка египетских иероглифов невозможна, и вплотную занялся коптским языком. В письме Дюпюи от октября 1633 года упоминается арабская историческая рукопись из Египта, а также рукопись раввина Барахии Нефи Вавилонского, которые были ему крайне необходимы. Узнав от делла Валле о монастырских библиотеках Вади-Натрун, Пейреск отписал брату своего марсельского контрагента — Жану-Батисту Маги, который постоянно жил в Каире, чтобы тот раздобыл соответствующие рукописи. В переписке Пейреска 1634—1635 годов содержатся результаты его размышлений о коптских диалектах Верхнего и Нижнего Египта, а также эфиопского языка. Отношение коптского и эфиопского языков он описывал на примере родного Прованса: благодаря миграциям сосуществуют «испорченный» диалект Генуэзской Ривьеры и народный провансальский, который сам по себе — продукт смешивания языков. Изучив три коптские евангельские рукописи, полученные из Египта, он писал Самуэлю Пети, что нашёл предисловие к Евангелию от Марка, приписанное апостолу Луке, в котором утверждалось, что оно было написано в Антиохии на 12-м году правления Клавдия и 20-м по Вознесению Христову. Это же предисловие упоминалось в послании капуцину Агатанжу де Вендому, в котором Пейреск писал о значении этих сведений для библейской хронологии. Равным образом, Пейреск впервые поставил вопрос об отношении современных ему коптов к древним египтянам, и отвечая на него, проводил аналогию с греками: античными и нынешними.
Гордостью коллекции Пейреска были две мумии. Однако их доставка из Египта в 1629 году составила много проблем, поскольку суеверные французские и провансальские мореходы полагали, что наличие на борту мёртвых тел навлечёт на корабль всяческие несчастья. Аббату пришлось уточнять в переписке со своими контрагентами, что следует нанимать английское или голландское судно, поскольку моряки этих стран испытывают меньше предрассудков. В конце концов древности доставили на провансальском судне Notre Dame de la Consolation, принадлежавшему марсельскому купцу Бартелеми Иссотье. Пейреск сделал описание мумий («большие, полностью замотанные в бинты»), но не решался их исследовать до тех пор, пока находившийся в городе проездом папский легат в Испании кардинал ди Баньо не убедил его продолжать. Одна мумия была размотана: предполагалось проверить, практиковали ли египтяне греческий обычай класть в рот покойного монету; это не подтвердилось. Далее часть своей египетской коллекции Пейреск передал Кирхеру, и она стала основой римского Кирхерианума.

## Наследие

### Память
По оценке П. Миллера, кончина Пейреска в 1637 году повергла в скорбь весь тогдашний учёный мир и стала поводом к беспрецедентным до этого мероприятиям и изданиям. Его память была отмечена на съезде учёных в Риме, на котором присутствовали 10 кардиналов и несколько десятков ведущих филологов и антикваров того времени. Его памяти был посвящён поэтический сборник, включавший произведения на 38 языках (включая коптский, японский и кечуа); подобного рода мемориальные издания вошли тогда в моду, которая продержалась около столетия — так была отмечена кончина Сэмюэла Джонсона. В 1641 году в Париже вышла не имевшая аналогов в XVII веке биография учёного Viri illustris Nicolai Claudii Fabricii de Peiresc, senatoris aquisextiensis vita, написанная Гассенди, причём работу он начал сразу после кончины своего патрона. В 1651 и 1655 годах биография переиздавалась в Гааге и уже в 1657 году была переведена на английский язык под названием «Зерцало истинного благородства и достоинства», что демонстрирует понимание роли Пейреска современниками. Гассенди представил учёного как образец для подражания и социальном, и в интеллектуальном плане. В то же время, Гассенди, выстраивая фигуру Пейреска как античного и ренессансного героя, испытывал влияние и Фрэнсиса Бэкона, выводя героя-интеллектуала за узкие пределы аристократического круга. Жан Шаплен, который читал биографию Гассенди ещё в рукописи, восхвалял её именно за это. Спустя полтора века Бальзак заявил, что был бы счастлив, получив такого биографа — чего с ним так и не произошло. Частичный французский перевод «Жизни прославленного мужа Никола-Клода де Пейреска» последовал только в 1770 году, а современный научный перевод — в 1992 году.
Прах учёного покоится в Церкви доминиканцев в Экс-ан-Провансе на Соборной площади, памятник, воздвигнутый на надгробии в 1778 году, был уничтожен всего через 16 лет революционными властями. Портрет Пейреска работы Луи Финсона вывешен в зале заседаний Провансальской Академии (ныне музей Поля Арбо) в Эксе над президиумом. Существуют три прижизненных портрета Пейреска, выполненные в его зрелые годы. Портрет Финсона был написан около 1613 года в Экс-ан-Провансе. Следующий портрет (на нём Пейреск опирается на книги), по преданию, был выполнен Антонисом ван Дейком в Марселе во время его путешествия в Геную и Палермо в 1625 году. С портрета была вырезана гравюра Л. Ворстенмана-старшего, воспроизводимая в начале статьи. Незадолго до смерти Пейреска в 1637 году его графический портрет углем исполнил Меллан, только что вернувшийся из Рима. Ныне этот лист хранится в Государственном Эрмитаже.
Бывший дом Пейреска на улице его имени отмечен мемориальной доской. Как отмечал П. Миллер, в перестроенном доме располагается бар, что является «крайне оригинальным способом увековечивания памяти такого аскета». Фигура Пейреска представлялась значимой на завершающем этапе развития европейского гуманизма. По замечанию П. Миллера, дальше всех зашёл Мишле, который обозначил его как «человека цивилизации». Впрочем, и в 1960-х годах Арнальдо Момильяно рассуждал об архетипической роли Пейреска для исследователей гуманизма. Это составляет известный контраст с тем, что после кончины учёный был прочно забыт, в отличие от его современников — Мерсенна и Гуго Гроция.

### Архив. Историография
Сохранение рукописей Пейреска в Карпантра является заслугой епископа Малахии Д'Энгимбера, в 1745—1747 годах создавшего библиотеку, известную как «Энгэмбертина». Архив Пейреска в ней составляет 119 томов, преимущественно, переписки, заметок и разнообразных выписок. Суммарный объём этого собрания — около 77 000 листов форматом от 370×270 мм до 310×230 мм. Все документы, по свидетельству П. Миллера, в отличном состоянии и упорядочены; разрозненные материалы собраны в последних двух декадах томов. Гассенди в своей биографии утверждал, что Пейреск предпочитал хранить записи непереплетёнными, чтобы можно было вставить какие-либо дополнения в нужное место. Кроме того, он оставлял нижнее поле листа свободным, чтобы дописать необходимое, следы такого рода дополнений сохранились в его рабочем архиве. П. Миллер не без иронии писал, что «если исследователь обнаружит в Карпантра, а также в Париже, Гааге или где-либо ещё оригинальную рукопись Пейреска — и в ней будут чётко обозначенные поля, — это не Пейреск». Гассенди достаточно обстоятельно описал архив Пейреска, судьба некоторых материалов может быть прослежена. Библиотека и собрание Пейреска в 5000 печатных томов и рукописей и 18 000 единиц нумизматики и камей были распылены по разным коллекциям, тогда как архив не заинтересовал наследников и остался в целостном виде. Некоторая часть переписки утрачена, о потерях можно судить по упоминаниям других посланий и адресатов в сохранившихся реестрах и текстах. Джейн Толберт оценила общий объём корреспонденции в 10 000 писем, из которых утрачена примерно половина; в семитомном издании переписки Пейреска было опубликовало 3200 единиц его эпистолярного наследия.
Написанная Гассенди биография не переиздавалась с XVII века, а несколько кратких биографических обзоров остались практически незамеченными. До конца XIX века вышло несколько каталогов рукописей Пейреска в различных собраниях, а в 1910 году были изданы 300 его рисунков, хранящихся в Национальной библиотеке. После двухвекового забвения вновь интерес к Пейреску проявился в 1880-е годы, когда увидели свет его краткая биография, изложение деятельности как аббата и монументальное издание переписки в 7 томах под редакцией Тамизи де Ларрока; всё перечисленное вышло в 1888—1898 годах. Предполагалось издание писем в 10 томах, но пожар в издательстве уничтожил часть подготовленных материалов и типографский набор.
В 1880 году Карл Штарк опубликовал «Handbuch der Archäologie der Kunst», фактически — первое исследование антикварного знания, и Пейреску отводилось больше всего места вплоть до эпохи Винкельмана. По мнению Штарка, «великий Пейреск» был одним из наиболее универсальных людей Нового времени и первым археологическим критиком. Биография Пейреска, написанная Штарком, была самой подробной вплоть до 1939 года — выпуска первой части XIV тома «Словаря христианской археологии и литургики» Леклерка. В 1933 году профессор университета Монпелье Пьер Гумберт выпустил биографию Пейреска, красноречиво названную «Любитель». Соответственно, П. Гумберт крайне невысоко оценил его естественнонаучные достижения и пытался ответить на вопрос, почему столь плодовитый исследователь почти ничего не опубликовал. Основным источником послужило семитомное издание переписки; рецензент — А. Бланше — отмечал, что главным в наследии Пейреска была гуманитарная составляющая, и укорял Гумберта за слабое использование материалов архива в Карпантра. Фундаментальное исследование жизни и наследия Пейреска выпустил в 1950 году М. Каэн-Сальвадор; его монография была построена по тематическому принципу. Рецензент — А. Мерлен — полагал, что это обобщающее исследование являлось закономерным следствием издания корпуса переписки Пейреска. Монография сравнивалась также с памятником в Экс-ан-Провансе, который был разрушен в 1943 году.
С начала 1990-х годов архивом Пейреска занимался американский исследователь Питер Миллер, который опубликовал множество статей о разных аспектах научного творчества Пейреска и его корреспонденции. Он не ставил перед собой цели создания целостной биографии учёного, сосредоточившись на его связях, которые сделали его метод уникальным. Первой в 2000 году вышла книга «Европа Пейреска», которая одновременно стала первым англоязычным исследованием, посвящённым аббату. Большой похвалы рецензента — Николаса Дью — удостоились доказательство того, что Пейреск является лучшим представителем интеллектуальной среды своего времени, а также «историзация» научной революции. По Н. Дью, Миллеру удалось объяснить, как Пейреск мог быть одновременно коллекционером гемм и астрономом и тесно дружить и с Рубенсом, и с Галилеем. Вторая книга Миллера, «Восток Пейреска», опубликованная в 2012 году, представляла собой собрание статей разных лет, опубликованных в разных научных изданиях. В 2015 году вышла завершающая монография «Средиземноморский мир Пейреска». В рецензии Николаса Поппера она характеризовалась как «мощная и провокационная». Рецензент отметил, что Миллер показал европейский мир учёных-полиматов XVII века как своего рода сеть, позволявшую увязывать в гармоничное целое всё: для Пейреска равно притягательными были древний Рим и современный ему Каир. Монографию сравнивали с «Миром Средиземноморья» Броделя, причём Н. Поппер заметил, что для П. Миллера сердцем исторического исследования являются детали эмпирической реальности, а не абстрактные идеи.

### В беллетристике
П. Миллер начал свою монографию 2000 года с цитирования 16-й главы романа У. Эко «Остров накануне». Одной из главных сюжетообразующих идей романа является проверка метода определения долготы. Наставник главного героя, «сведущий в науках, с богатой библиотекой, содержавшей кроме книг произведения искусства, антики и чучела», — в котором опознаётся Гассенди, — свёл его с Учителем, Диньским каноником. Благодаря рекомендациям из Экса протагонист был принят в Париже братьями Дюпюи, и «его мышление ежедневно, ежевечерне обогащалось в обществе образованных людей». Впрочем, Умберто Эко, верный своей манере, поменял Гассенди и Пейреска местами, причём об аббате Никола-Клоде можно только догадываться, — он не называется по имени.

### Объекты
Шарль Плюмье назвал в честь Пейреска род Pereskia семейства кактусовых. В честь учёного в 1935 году был назван лунный кратер и астероид главного пояса (19226) Peiresc, открытый в обсерватории Ла-Силья в 1993 году. Бронзовый бюст учёного установлен на площади перед университетом в Экс-ан-Провансе в 1895 году. В деревне Пэреск близ Диня устроен мемориальный музей. Имя Пейреска носит коллеж в Тулоне.

## Издания переписки и рукописей
- Lettres de Peiresc / publiées par Philippe Tamizey de Larroque. — Paris : Imprimerie nationale, 1888. — Т. 1: Aux frères Dupuy: décembre 1617 — décembre 1628.
- Lettres de Peiresc / publiées par Philippe Tamizey de Larroque. — Paris : Imprimerie nationale, 1890. — Т. 2: Aux frères Dupuy: Janvier 1629 — Décembre 1633.
- Lettres de Peiresc / publiées par Philippe Tamizey de Larroque. — Paris : Imprimerie nationale, 1892. — Т. 3: Aux frères Dupuy: Janvier 1634 — Juin 1637.
- Lettres de Peiresc / publiées par Philippe Tamizey de Larroque. — Paris : Imprimerie nationale, 1893. — Т. 4: à Borrilly, à Bouchard et à Gassendi. Lettres de Gassendi à Peiresc. 1626—1637.
- Lettres de Peiresc / publiées par Philippe Tamizey de Larroque. — Paris : Imprimerie nationale, 1894. — Т. 5: à Guillemin, à Holsteinius et à Menestrier. Lettres de Menestrier à Peiresc. 1610—1637.
- Lettres de Peiresc / publiées par Philippe Tamizey de Larroque. — Paris : Imprimerie nationale, 1894. — Т. 6: à sa famille et principalement à son frère. 1602—1637.
- Lettres de Peiresc / publiées par Philippe Tamizey de Larroque. — Paris : Imprimerie nationale, 1898. — Т. 7: à divers. 1602—1637.
- Histoire abrégée de Provence et autres textes / édition intégrale commentée et annotée par Jacques Ferrier et Michel Feuillas. — Avignon : Aubanel, 1982. — 354 p. — (Archives du sud). — ISBN 2700600754.
- Peiresc : lettres à Naudé, (1629-1637) / éditées et commentées par Phillip Wolfe. — Paris, Seattle : Papers on French Seventeenth Century Literature, 1983. — 116 p. — (Biblio 17, 12).
- Lettres à Cassiano dal Pozzo : 1626—1637 / éd. et commentées par Jean-François Lhote et Danielle Joyal ; préf. de Jacques Guillerme. — Clermont-Ferrand : Adosa, 1989. — 280 p. — (Amphion : études d'histoire des techniques).
- Les lettres italiennes de Peiresc / V. Carpita, E. Vaiani. — Paris : Alain Baudry & Cie, 2012. — Т. I : La correspondance de Nicolas-Claude Fabri de Peiresc avec Lelio Pasqualini (1601—1611) et son neveu Pompeo (1613—1622). — 326 p. — ISBN 978-2357550384.